# 1901-й самоходно-артиллерийский полк
1901-й самоходно-артиллерийский Белостокский Краснознамённый орденов Суворова и Кутузова полк (сокр. 1901 сап) — воинская часть в вооружённых силах СССР во время Великой Отечественной войны.

## Боевой путь полка

### Формирование

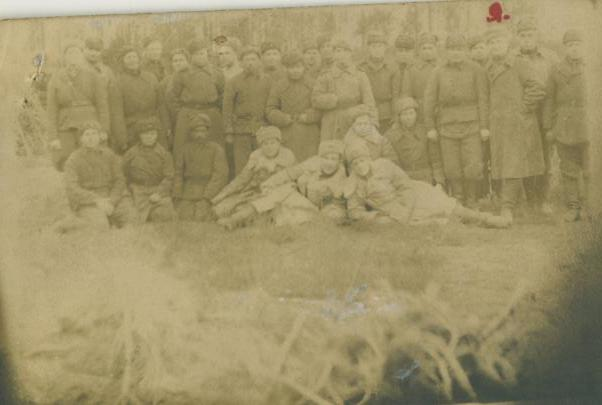
Групповое фото 1901 самоходно-артиллерийского полка. Фото сделано 14.12.1944 года. Ружанский плацдарм.

1901 самоходно-артиллерийский полк (сап) РГК начал формироваться в начале апреля, полностью сформирован 9 июля 1943 года севернее Москвы в посёлке Пушкино.
Лёгкий самоходно-артиллерийский полк РВГК по штату № 010/456 имел на вооружении 21 самоходную установку СУ-76. Полк состоял из пяти батарей по 4 установки в каждой и подразделений обеспечения: взвода боевого питания, ремонтного и транспортного взвода, хозяйственного отделения и пункта медицинской помощи. Командир полка осуществлял управление через штаб полка и взвод управления. Личный состав полка — 253 человека. Полку присвоен номер полевой почты № 19304.
Первые самоходно-артиллерийские полки пополнялись самоходными установками СУ-76И, которые создавались на базе немецкого трофейного танка PzKpfw III. Позже, по мере выбывания из строя, их заменяли модернизированной самоходной установкой СУ-76М советского производства. Зимой 1945 года и только в Восточно-Прусской кампании в полку появляются более тяжёлые установки СУ-85 и истребители танков СУ-100.
1901 сап РГК придан 63-й армии второго формирования и передислоцирован в район южнее Новосиль. В 1943 году полк поддерживал действия 5, 41, 129, 169, 250, 287, 348, 397 стрелковых дивизий (сд) 35 и 40 стрелковых корпусов (ск) 63-й армии Брянского фронта под командованием Колпакчи В. Я.

### Орловская стратегическая наступательная операция (12.07.43-18.08.43).
Несмотря на доклад Чернявского, о формировании самоходно-артиллерийских полков, от 20 июля 1943 года, в котором указано «1901-й лсап, Пушкино, матчасти нет», документы в деле полка показывают, что именно 20 июля 1943 года, в разгар контрнаступления советских войск на Курской дуге, полк уже находился в боевых порядках армии и дрался за высоту 242.2 и деревню Красная Степь под командованием Дытченко А. С. против 9-й немецкой армии Вальтера Моделя. И уже были первые прямые попадания немецких снарядов, в якобы несуществующую матчасть, были первые ранения и безвозвратные потери, первые подвиги и награждения.
Так,

Командир 2-й батареи СУ-76 ст. лейтенант Куменков Фёдор Иванович со своей батареей, поддерживающей подвижный отряд преследования 348 сд, в боях за д. Красная Степь и высоту 242.2 проявил доблесть, мужество и отвагу. Его батарея огнём с коротких остановок уничтожила; 2 орудия ПТО, 4 пулемётных гнезда, один ДЗОТ и обеспечила атаку пехоты. После прямого попадания снаряда в боевое отделение установки были ранены наводчик и мех. водитель. Командир батареи ст. лейтенант Куменков Ф. И приказал командиру орудия заменить мех. водителя, а сам заменил наводчика и орудие снова ввёл в бой. После второго попадания снаряда в установку ст. лейтенант Куменков Ф. И был убит, а орудие и левый мотор были выведены из строя. Несмотря на серьёзное повреждение, орудие было выведено с поля боя своим ходом.
— ЦАМО фонд 33 опись 686044 единица хранения 2854 № записи 21654572
05.08.1943 войсками 3-й и 63-й армиями освобождён г. Орёл.

### Брянская наступательная операция (01.09—03.10.1943)
18.09.43 войска 63-й армии в ходе Брянской операции освободили г.Трубчевск.
22.09.43 войска 63-й армии в ходе Брянской операции освободили г.Стародуб.
25.09.43 войсками 63-й армии (397 сд и 35 ск) освобождён г.Новозыбков.
20 октября 1943 года на основании директивы Ставки ВГК № 30228 от 16 октября 1943 года образован Белорусский фронт I формирования. В его состав вошли 3-я, 48-я, 50-я, 61-я, 63-я, 62-я армии и 16-я воздушная армия.
21.10.43 полк ведёт тяжёлые бои за Шерстин.

### Гомельско-Речицкая наступательная операция (10.11.43-30.11.43).
15.11.43 освобождена деревня Шерстин (Шарсцін).
17.11.1943 полк, поддерживая стрелковые подразделения, ведёт бои за д. Присно (Прысна).
19.11.1943 идут бои за Присно.
21.11.1943 за три дня боев за д. Присно, одна из батарей СУ-76, уничтожила: самоходную пушку «Фердинанд», одну миномётную батарею, 12 пулемётных точек, 8 ПТР и до 100 человек немецкой пехоты. Вёл бои за д. Новосёлки.
Приказ Бронетанковым и Механизированным Войскам Белорусского Фронта № 03 О боевом применении самоходной артиллерии от 6 января 1944 года.

До сего времени танковые и общевойсковые командиры используют самоходную артиллерию часто неправильно, применяя её без огневого и тактического взаимодействия с танками, пехотой и артиллерией, впереди боевых порядков пехоты и танков, то есть используя самоходно-артиллерийские установки (САУ) как танки. Это приводит к тому, что противник, используя ограниченный сектор обстрела и небольшую манёвренность самоходно-артиллерийских установок на поле боя, быстро выводит их из строя. Практика применения самоходно-артиллерийских полков показала также, что командиры подразделений самоходных орудий и экипажи САУ не освоили в должной мере тактику использования этого оружия. 21.11.43 года командир 397-й стрелковой дивизии приказал командиру 1901-го лёгкого самоходно-артиллерийского полка сопровождать атаку пехоты. Командир 1901-го лёгкого самоходно-артиллерийского полка вместо того, чтобы правильно организовать бой, сам нарушил все основные положения боевого применения самоходной артиллерии, отдав приказ командирам батарей первыми ворваться в Присно. В результате боя атака успеха не имела и было потеряно пять САУ-76. На поле боя недостаточно управление огнём САУ и экипажи по существу действуют самостоятельно, в частности, мало применяется сосредоточенный огонь нескольких САУ по одной важной цели. Большим недостатком, ослабляющим огневую мощь самоходно-артиллерийского полка, является дробление его до отдельных установок, что затрудняет управление огнём, использование его огневой гибкости и своевременное пополнение боеприпасами и горюче-смазочными материалами.
— ЦАМО Ф. 426, оп. 95691с, д. 1, л. 6-8.
23.11.1943 полком отражено две контратаки пехоты противника при поддержке СО (самоходное орудие) «Фердинанд». Освобождена д. Присно. Полк, поддерживая стрелковые части, ведёт тяжёлые бои за совхоз Голы.
За неделю боев полком в групповом огне было уничтожено 2 СО «Фердинанд», один склад с боеприпасами, 34 пулемётные точки, одна миномётная батарея, 15 ПТР, 2 ПТО, 2 ДЗОТа, один блиндаж и до роты пехоты противника. Под ураганным огнём противника, ремонтной бригадой, восстановлены три СУ-76. Заместитель командира полка майор Зирка Трофим Фёдорович Архивная копия от 17 июня 2015 на Wayback Machine лично уничтожил из танка Т-70 4 пулемётные точки, 3 ПТР и до взвода немецкой пехоты. В этих боях участвует командирский танк закреплённый за полком, в последующем в рядах полка будет воевать танк Т-34 и КВ-1.
14.12.43 года 1901-й лёгкий самоходно-артиллерийский полк действовал с 348-й стрелковой дивизией.
В это время исполнял обязанности начальника штаба полка, вместо Бадалея В. Л., капитан Толстых А. Н. Архивная копия от 17 июня 2015 на Wayback Machine Полк потерял комсорга, лейтенанта Рябцова А. В. Архивная копия от 17 июня 2015 на Wayback Machine, убитого осколком снаряда, похоронили его на восточной окраине д. Высокое Жлобинского района Гомельской области.
23.12.43 в боях под д. Майский и д. Малые Козловичи батарея СУ-76 Шершнева А. С. Архивная копия от 17 июня 2015 на Wayback Machine, совместно с пехотой, отразила девять контратак противника. Его батарея в боях уничтожила 10 пулемётов, 3 блиндажа с находившимися в них немцами, 1 ПТР и до 100 человек немецкой пехоты. После того как, две СУ-76 его батареи были подбиты и противник пехотой поддерживаемый тремя СО «Фердинанд» шёл десятый раз в контратаку, лейтенант Шешнев А. С. лично сам на одной СУ-76 вышел на встречу и заставил три СО «Фердинанд» повернуть обратно.
24.12.43 бои за опорный пункт обороны противника на высоте 147,6. В результате высота была взята и противник понёс большие потери. В этот день полк совместно с 26 отдельным гвардейским танковым полком прорыва и 160 гв. тп вёл тяжёлые бои за д. Малые Козловичи. Отражено более 10 контратак противника.
Под Малыми Козловичами бились против советских частей и «власовцы».
25.12.43 полк совместно со стрелковыми частями, в этот день, отразил шесть контратак противника.

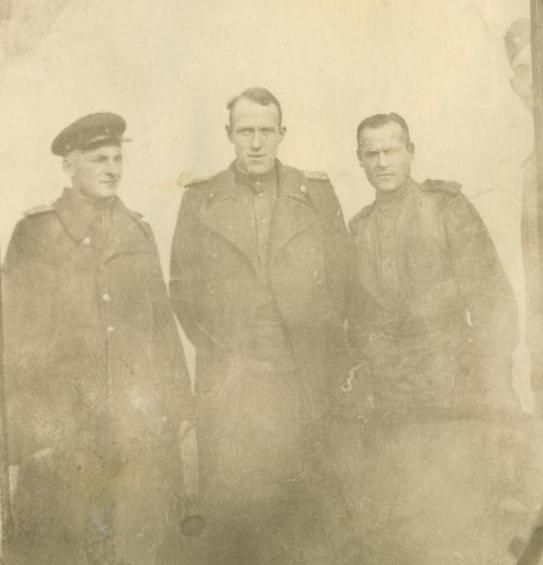
Офицеры 1901 сап. 1944—1945 гг. По центру предположительно командир полка Зирка Трофим Фёдорович.

26.12.43 в результате боя, эвакуировано с поля боя три подбитых СУ-76, ремонтная бригада в кратчайшие сроки их восстановила и ввела в строй. С боями брали совхоз Майский и деревню Антоновка.
В боях под Малыми Козловичами и д. Антоновка, с 23 по 26 декабря, отбито 30 контратак противника, эвакуировано в госпиталь 20 раненых человек.
18.02.44 63-я армия расформирована, её войска переданы 3-й и 48-й армиям. 1901 сап передан в состав 3-я армии под командованием Горбатова А. В. Меняется командующий полком, место Дытченко А. С. занимает его заместитель майор Зирка Тимофей Фёдорович, который в составе этой армии доведёт полк до Эльбы.

### Рогачевско-Жлобинская наступательная операция (21—26.02.1944)
24 февраля 1944 года на основании директивы Ставки ВГК от 17 февраля 1944 года Белорусский фронт переименован в 1-й Белорусский фронт I формирования. Город Рогачёв освобождён 24 февраля 1944 года войсками 1 БФ в ходе Рогачёвско-Жлобинской операции.
К началу Бобруйской операции (24—26 июня 1944) 3-я армия была усилена, каждому из шести стрелковых корпусов был придан свой самоходно-артиллерийский полк. 1901 сап начиная с этой операции и до конца войны поддерживал дивизии 41 стрелкового корпуса Урбановича В. К., в который входили 120 гвардейская 269 и 283 стрелковая дивизия.

### Бобруйская наступательная операция (24.06.44-29.06.44).
24.06.44 прорыв глубоко эшелонированной обороны немцев на р.Друть в районе д. Веричев — Хомичи Запольские. Полк поддерживал наступательные действия 1022 сп 269 сд. Батарея полка форсировала водный рубеж и, закрепившись на противоположном берегу обеспечила пехоте взятие первой траншеи, при этом батарея СУ-76 уничтожила: шесть 75-мм пушки, 8 противотанковых орудия, 25 пулемётных точек, пять блиндажей, одно НП; подбито два тягача с боеприпасами, 10 автомашин с различным военным имуществом и уничтожено до 150 человек немецкой пехоты.

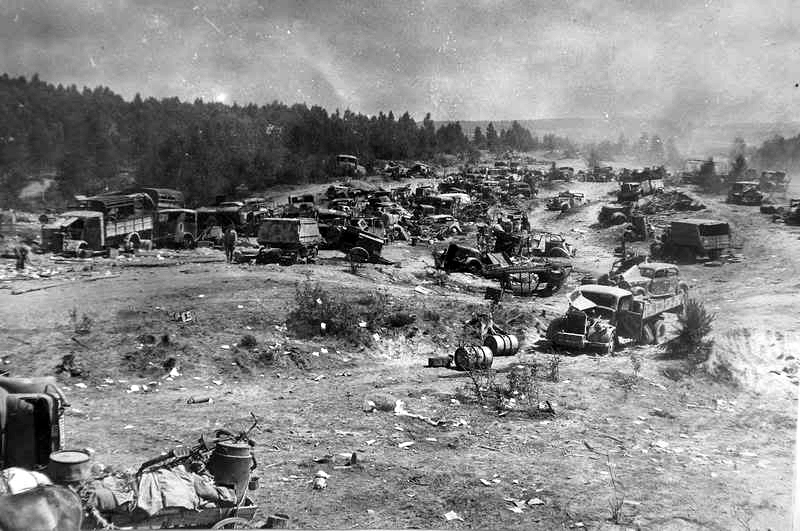
Колонна 9-й немецкой армии, разгромленная ударом с воздуха на шоссе Титовка-Бобруйск.

СУ-76 лейтенанта Быкова С. Ф. Архивная копия от 17 июня 2015 на Wayback Machine уничтожила: пять ПТО, 12 пулемётных точки, три пулемётных ДЗОТа и до 25 немецких солдат и офицеров.
Отбито восемь контратак противника до батальона пехоты при поддержке САУ типа «Фердинанд». Один из командиров батареи был ранен, его место занял адъютант командира полка, лейтенант Гайкалов Тимофей Архивная копия от 5 марта 2016 на Wayback Machine. После прямого попадания в СУ-76 1-й батареи, она сгорела, при этом ранено несколько человек. Был убит командир ещё одной СУ-76.
Полк был раздроблён на две части и поддерживал разные стрелковые корпуса, одна из батарей под командованием лейтенанта Перевязко П. Н Архивная копия от 17 июня 2015 на Wayback Machine, действовала в полосе 108 сд 46 ск.
25.06.44 бои под д. Маньки, полк поддерживал огнём наступление 1020 сп 269 сд. Противник, упорно сопротивляясь, на каждом выгодном ему рубеже, был отброшен на западный берег реки Добрица, где он старался закрепиться, подготовив мост к взрыву.

### Минская наступательная операция (26.06—04.07.1944)
26.06.44 в 2:00 ночи одна из установок батареи Заруднего Н. А. Архивная копия от 17 июня 2015 на Wayback Machine форсировала реку Добрица в районе Тихиничи-Слапище и уничтожила пятерых немцев, минировавших мост. Две батареи полка, в результате этого, были переправлены через реку и стали самостоятельно, без отставшей пехоты, наступать на врага, который не ожидая внезапности, стал беспорядочно отступать на западный берег р. Добысна. Были освобождены 8 населённых пунктов, которые немцы не успели сжечь при отступлении (д. Зелёный Гай, д. Красная Дубрава).
В боях под д. Рунь одна из самоходок была подбита, отремонтирована, после вторичного попадания артиллерийского снаряда загорелась, потушена и снова брошена в бой.
Бои по прорыву полосы противника в районе совхоз Тихиничи-Бол. Коноплица, одна из батарей полка поддерживала огнём наступление 1020 сп 269 сд. Несмотря на сильный артогонь противника, ремонтная бригада полка эвакуировала с поля боя 2 подбитых танка Т-34.
В течение дня противник был отброшен более чем на 12 км, не успев взорвать мосты на дорогах и ручьях. За три дня боев, углубившись на 30 км в оборону противника, самоходными установками СУ-76 было уничтожено: два орудия 75-мм, пять противотанковых орудия, 45 пулемётных точек, восемь блиндажей с находившимися в них живой силой. Захвачена переправа через реку Добрица, уничтожено более 160 немецких солдат и офицеров, подбито три тягача, три автомашины с боеприпасами, два транспортёра, выведено из строя до 30 пулемётов. За этот период отбито шесть контратак пехоты противника при поддержке самоходных орудий типа «Фердинанд».
27.06.44 одна из батарей полка была придана 108 стрелковой дивизии. Батарея была в авангарде и попала в тяжёлое положение, снаряды были на исходе и немцы, пользуясь ослаблением артогня, пытались окружить и захватить её. Батарея оказавшись в опасности окружения вместе с поддерживаемыми стрелковыми подразделениями сообщила по радио о потребности в боеприпасах, которые ей были необходимы для ликвидации окружившей группировки и выходу к основным своим силам. В ночь с 27 на 28 июня машины взвода боепитания, попав под ружейно-пулемётный огонь, всё же пробрались к окружённым частям. На автомашинах возивших боеприпасы на бортах ставили красные флажки, обозначавшие опасный груз.
28.06.44 года в районе Заречье немцам удалось окружить несколько стрелковых подразделений, в составе которых была одна установка 2-й батареи полка. Командир СУ-76 был ранен, сержант Шушпанов А. Л Архивная копия от 17 июня 2015 на Wayback Machine взял на себя командование установкой и при поддержке артиллерии и пехоты повёл свою установку в бой, имея цель пробить брешь в кольце и выйти из него. Группировка противника, старавшаяся выбраться из большого кольца войск фронта, обречённая на полный разгром вся сдалась в плен.
30.06.44 одной СУ-76 было дано задание: зайти во фланг противника и отрезать путь отхода в д. Октябрь. Полк двигался по основной дороге и имел задачу-внезапным ударом опрокинуть противника в д. Чучья и уничтожить его. Установка, используя складку местности, незаметно для противника встала в засаду. Когда под ударами основных сил полка, противник пытался планомерно отойти в укреплённый район д. Октябрь, установка метким огнём подбила головной танк, который загородил путь остальным танкам противника. Не ожидая такой внезапности, противник был в смятении. Воспользовавшись этим моментом, СУ-76 уничтожила ещё два немецких танка и одно самоходное орудие. Противник, заметив установку в засаде, бросил туда до взвода автоматчиков, но благодаря исключительной стойкости экипажа автоматчики были полностью истреблены. К этому времени основные силы полка настигли противника и разбили его наголову. В этом бою противник потерял убитыми более 200 человек, было взято в плен 750 человек и много другого вооружения. Все это открыло путь на д. Октябрь. Командиром полка было отдано распоряжение, одной из батарей стремительной атакой овладеть д. Октябрь и удерживать до подхода стрелковых частей. Эта задача была выполнена успешно. В районе переправы через р. Березина противник предпринял контратаку, которая была отбита пехотными частями. Уничтожено две 75-мм пушки и одно самоходное орудие противника.
Во время боя, немецкими автоматчиками была подожжена зажигательной пулей бензоцистерна ЗИС-5 с бензином КБ-70. Не считаясь с ожогами, шофёр Кучук Фёдор Архивная копия от 17 июня 2015 на Wayback Machine потушил бензоцистерну и спас бензин. Безвозвратные потери полка в этот день составили пять человек.
?.06.44 в боях за овладение д. Горохов взяли в плен шестерых «власовцев», которые засев на крышах домов, прикрывали отход немецких частей из станковых пулемётов. СУ полка уничтожили два 75-мм противотанковых орудия, бронетранспортёр, одну грузовую автомашину, в которой было до 30 немецких солдат и офицеров.
1901 самоходный артиллерийский полк в тесном взаимодействии с частями 269 стрелковой дивизии 24.6.44 года с началом атаки на западном берегу р.Друть своим артиллерийским огнём обеспечил прорыв сильно укреплённой обороны противника в районе Веричев-Тихиничи. В результате стремительного наступления, преодолевая упорное сопротивление противника, полк с боями освободил ряд населённых пунктов, превращённых противником в опорные пункты, и нанёс врагу весьма значительный урон в живой силе и технике. В эти дни боев полк искусным манёвром отрезал пути отхода противника и уничтожал его расчленённые группировки вдоль западного берега реки Березина. Полком уничтожено 500 солдат противника, танков 4, самоходных орудий 7, тягачей 13, автомашин 102, орудий разных 70, пулемётных дзотов 32, пулемётов 119, ПТР-26, блиндажей с живой силой 8. Захвачено в плен 950 солдат и офицеров, бронетранспортёров и тягачей 16, автокухонь 3, походных мастерских 4, радиостанций 5, лошадей 55.
4.07.44 после прорыва обороны противника на р.Друть части 3-й армии стремительно продвигались вперёд и за несколько дней базы снабжения ГСМ остались далеко в тылу. На 4 июля полк не имел запаса горючего на боевые машины. Доставка бензина осуществлялась из ст. Салтановка в район боевых действий — Столбцы, расстояние в оба конца 700 км. Преследование противника восточнее Минска продолжалось «на парах» бензина. В 40 км в тылу советских частей обнаружен противник, перерезавший дороги тылового снабжения. Доставка горючего осуществлялась, по бездорожью, в обход группировки противника.
Прорываясь из окружения, группа немцев в 30 человек пыталась перерезать шоссе и взять село Новинка, где находились склады боеприпасов. Младший сержант Кибирев Алексей Прокофьевич Архивная копия от 5 марта 2016 на Wayback Machine подпустив на близкое расстояние противника, убил 17 немцев из своего автомата, остальных взял в плен.
В районе д. Новосёлки уничтожено пять 75-мм пушки, три ПТО, шесть пулемётных точки противника и одно самоходное орудие типа «Артштурм».
Полк удерживал важный опорный пункт д. Старый Шлях, отражая контратаки противника. При этом уничтожено два 75-мм орудия, два тягача, семь пулемётов и семь автомашин противника с боеприпасами.

### Белостокская наступательная операция (5.07.44-27.07.44).
5.07.44 3-я армия включена в состав 2-го Белорусского фронта II формирования.
8.07.44 полк, входя в состав подвижного отряда преследования отходящего противника, настиг его колону в лесу 3 км южнее Новогрудок, предварительно поставив засаду из пулемётов и бронемашины на дороге, ведущей в город. Противнику не дали развернуться, завязался ожесточённый бой, дошло до рукопашной схватке, в результате которого противник был разбит наголову, оставив богатые трофеи и большое количество трупов. Немцы в панике отходили по дороге на Новогрудок, но попав под огонь засады, снова бежали в лес под удар основных частей. Растерянные и не знавшие, что им делать враги частью сдались в плен, а частью уничтожены. Таким образом путь на г.Новогрудок был открыт, полк при поддержке одной батареи ОИПТД (истребительный противотанковый дивизион) овладел г.Новогрудок.
10.07.44 полк форсировал р. Шара, немцы упорно препятствовали этому прикрывая отход своих частей. Батареи полка уничтожили расчёт 88-мм пушки, самоходную установку и подавили огонь одной артбатареи, которая прикрывая отход своих войск имела задачу не допустить форсирование реки Шара.
14.07.44 командир 1901 сап Зирка Трофим Фёдорович Архивная копия от 17 июня 2015 на Wayback Machine, за прорыв сильно укреплённой обороны противника на реке Друть в районе Веричев-Тихиничи и последующего преследования противника, был представлен командиром 41 ск Урбановичем к званию Героя Советского Союза. В этом начинании Урбановича поддержал и командующий бронетанковыми и механизированными войсками 3-й армии Опарин. Военный совет армии, в лице командующего 3-й армии гвардии генерал-полковника Горбатова и члена военного совета 3-й армии генерал-майора Коннова наградил Зирку Т. Ф Архивная копия от 17 июня 2015 на Wayback Machine орденом «Красного Знамени».
Войска 3-й армии освободили г.Волковыск.
24.07.44 противник отойдя на промежуточный рубеж обороны, на подступах к г.Белосток, упорно отстаивал свои позиции. Основным узлом сопротивления была д. Курьяны.
При отражении одной из контратак противника, в единоборстве с пятью немецкими танками, подбив одного из них, орудие СУ-76 ст. сержанта Куприяшина П. Р. Архивная копия от 24 сентября 2015 на Wayback Machine получило прямое попадание, в результате которого он сгорел вместе с установкой, похоронен южнее 2 км д. Собольево. Остальной экипаж тяжело ранен. Это затормозило атаку противника, вскоре подоспели советские установки и немцы отошли на предыдущие рубежи.
Следует отметить, что из-за понесённых потерь в мат. части 1901 сап был усилен и доукомплектован самоходными установками переброшенными из 8 сабр (самоходная артиллерийская бригада).
25.07.44 тяжёлые бои за важный опорный пункт немцев д. Курьяны, на подступах к городу Белосток, полк поддерживал наступательные действия 336 гв. сп 120 гв. сд. Отражение многочисленных контратак немцев, до батальона пехоты при поддержке танков и СО.
При отражении контратак превосходящих сил противника, были подбиты три самоходных установки 1-й батареи. Противник вёл по ним ураганный огонь. Несмотря на это их, эвакуировали из под обстрела и отремонтировав в кратчайший срок, ввели в строй. Сделано это было вовремя, противник силой до батальона пехоты при поддержке 7 танков и СО пошёл в очередную контратаку, которая метким огнём самоходных установок была отбита с большими потерями для неприятеля. Немцы лишились трёх самоходных орудий и более 50 солдат и офицеров.
Одна из установок полка уничтожила: три миномёта 81-мм, 4 автомашины с боеприпасами и один бронетранспортёр. Поддерживая наступление 1020 сп 269 сд убит немецкой пулей механик-водитель танка Т-34 Шаламеев П. А. Архивная копия от 5 марта 2016 на Wayback Machine, похоронен в д. Маньки Рогачёвского района Гомельской области.
В полку в этот день три безвозвратных потери личного состава и одна сгоревшая СУ-76.
26.07.44 части 3-й армии произвели перегруппировку сил для решительного удара. Полк в тесном взаимодействии с 336 гв. сп 120 гв. сд, обходным манёвром используя складки местности, внезапным ударом с флангов расстроил боевые порядки противника, который был вынужден оставить важный опорный пункт д. Курьяны. При этом в групповом огне двух батарей под командованием Черкасова Ф. К. Архивная копия от 17 июня 2015 на Wayback Machine и Вавилова С. Г. Архивная копия от 17 июня 2015 на Wayback Machine было уничтожено: четыре самоходных орудия, три миномётных батареи, четыре 75-мм пушки, 16 пулемётных точки, подбито СО типа «Фердинанд», три ДЗОТа и до 120 солдат и офицеров противника. После того как была перерезана шоссейная дорога Заблудов-Белосток был отрезан путь отхода противника. Путь на Белосток, крупный центр шоссейных и железных дорог, был открыт. В 19.30 полк с десантом автоматчиков 336 гв. сп на установках, стремительным броском вдоль шоссейной дороге Курьяны-Белосток, ворвался в Белосток и достиг его центральной части. Лейтенант Бахарев Пётр Архивная копия от 17 июня 2015 на Wayback Machine водрузил Красное знамя на гостиницу. Полк укрепился на южной окраине. Противник на подступах к городу оседлал дорогу несколькими СО и пехотой. Полк, завязав уличные бои, 10 часов удерживал город до подхода основных сил.
27.07.44 войсками 2 Белорусского Фронта в ходе Белостокской операции был освобождён город Белосток. Полк получил задачу по прочёсыванию территории вокруг Белостока. Есть раненые.
В период боевых действий за овладение городом Белосток, полком уничтожено: 6 самоходных орудий, 4 миномётных батареи, 7 пушек, 18 пулемётных точек, до батальона немецких солдат и офицеров, подбито одно самоходное орудие типа «Фердинанд».
Войскам, участвовавшим в боях за освобождение Белостока, приказом ВГК от 27 июля 1944 года объявлена благодарность и в Москве дан салют 20 артиллерийскими залпами из 224 орудий.
9.08.44 года 1901 самоходному артиллерийскому полку присвоено почётное наименование Белостокский, за отличие в боях за овладение г. Белосток.
14.08.44 шло преследование противника до г.Волковыск, который был освобождён в этот день в ходе Белостокской операции.
15.08.44 шли бои в районе д. Дембники. В распоряжении полка осталось всего лишь три самоходные установки, которые поддерживали наступление 1022 сп 269 сд.
23.08.1944 шли бои под д. Глембоч-Вельке. Немцы заняли оборону на господствующей высоте 165.3, поставив засаду из самоходных орудий на шасси танка Т-IV и тяжёлых танков, не давали возможности двигаться вперёд стрелковым частям 269 сд, ведя артиллерийский, миномётный и ружейно-пулемётный огонь. Батарея СУ-76 предприняла обходной манёвр и ведя огонь вышла во фланг противника, немцы оставили высоту. Полк обеспечил прорыв промежуточного рубежа обороны противника частям 269 сд, и стал продвигаться вперёд. Противник, сосредоточив на узком участке фронта 11 тяжёлых танков типа «Тигр» и артиллерию перешёл в контратаку, до роты автоматчиков, с целью отрезать самоходные установки от пехоты и уничтожить их. Пехота, 1018 сп, увидев немецкие танки, начала покидать занимаемый рубеж обороны. Две батареи полка, заняв удобные позиции, открыли ураганный огонь по контратакующим танкам. Отражали контратаку только САУ 1901 сап и танки 193 Новозыбковского танкового полка. При этом уничтожили «Тигр», одну миномётную батарею, две 75- мм пушки, шесть пулемётных точек, три противотанковых ружья и до 150 солдат и офицеров противника. Один танк «Тигр», зашёл во фланг двум батареям, имея цель их уничтожить. Вовремя обнаруженный, он был сожжён метким огнём советских машин. Гусеницами СУ-76 была раздавлена миномётная батарея противника.
26.08.44 шли бои под д. Писки.
27.08.44 полк ведёт тяжёлые бои в районе д. Писки, контратака противника до батальона пехоты и 18 САУ типа «Фердинанд». Контратака отбита, рубеж был удержан. Уничтожено два ПТО и три пулемёта. Подбита и сгорела СУ-76.
29.08.44 бои за д. Писки. Бои за д. Змеевек. Отбили контратаку противника до роты автоматчиков 11 танков и СО. При этом одна из установок уничтожила две 75-мм пушки и пять пулемётов с расчётами. Уничтожен один тяжёлый танк «Тигр», две миномётных 81-мм батареи. Одна из батарей полка состояла из нового пополнения.
15.08-6.09.1944 Бои за Гурске-Поникле-Сток.
3.09.44 прорыв промежуточного рубежа обороны в районе д. Змеевек и лес восточнее д. Войша. Полк обеспечивал прорыв стрелковым частям 120 гв. сд. В бою батарея полка уничтожила три 75-мм противотанковых орудия, одну миномётную 81-мм батарею, один гусеничный тягач, 10 пулемётов и 40 солдат и офицеров противника. В результате прорыва обороны были освобождены, стрелковыми частями, д. Ярнуты, Войша и Герваты. В районе д. Войша в засаде обнаружено три 75-мм орудия и 10 пулемётных точек, которые были уничтожены вместе с расчётами.
Бои за д. Камянка, перед боем там обнаружено 6 танков типа «Пантера», готовившихся к контратаке, которая была успешно отбита. Полк ведёт бои под д. Янке-Млоде.
5.09.44 в боях за д. Памян в засаде обнаружено два противотанковых орудия и девять пулемётов.
6.09.44 ещё до рассвета, в темноте, полк начал бои за город и крепость Остроленка. Орудия незаметно приблизились в темноте вплотную к траншеям противника и расстреливали в упор, в панике убегающих немецких солдат. Таким образом, было уничтожено около 100 немцев. Гусеницами раздавили два пулемёта вместе с их расчётами. Благодаря стремительности и слаженности в работе пехоты и самоходной артиллерии немцы беспорядочно отступили на правый берег р.Нарев, оставив город и крепость Остроленка. Одна из установок СУ-76, впоследствии получившая прямое попадание, уничтожила две противотанковые пушки, два блиндажа, три пулемёта и более 35 немецких солдат и офицеров.
Войскам, участвовавшим в боях за освобождение города и крепости Остроленка, приказом ВГК от 6 сентября 1944 года, объявлена благодарность и в Москве дан салют 12 артиллерийскими залпами из 124 орудий.
В итоге летней кампании 1944 года войска 3-й армии, действовавшие в составе 2 БФ, 6 сентября вышли на рубеж р.Нарев на фронте Остроленка-Рожан. Соседу слева — 48-й армии удалось форсировать р.Нарев, в её излучине южнее Рожан и захватить небольшой плацдарм на западном берегу размером в 15 км². Для предстоящих боевых действий по вторжению в Восточную Пруссию этот плацдарм приобретал особое значение. Его необходимо было расширить.
В соответствии с этим директивой Командующего 2БФ от 23.09.44 за № 0067/ОП войскам 3 и 48-й армий приказано прорвать оборону противника на фронте: Дзбондз (сев.)- Фл. Яворек, и развивая наступление в общем направлении на Макув, расширить плацдарм, овладеть рубежом: Млынаже, Славково, Посьвентне, Залесе, Макув, Бобы.
10.10.1944 войска армии перешли в наступление, прорвав сильно укреплённую оборону противника, по расширению плацдарма на правом берегу р.Нарев в районе г. Рожан.
1901 сап поддерживал наступательные действия стрелковых полков 269 сд. Бои под д. Паникев-Вельки. Установки полка, находясь на выгодных рубежах вели огонь прямой наводкой по живой силе и технике, уничтожили шесть полевых орудий противника, которые не давали возможности двигаться вперёд частям дивизий, три 88-мм орудия, одну миномётную батарею, 8 пулемётных точек и более 150 немецких солдат и офицеров.
Установка СУ-76, уничтожив 2 пулемёта и до 20 солдат неприятеля вступила в бой с тремя танками противника типа «Пантера», умело маневрируя подбила два из них, но третий «Пантера» прямым попаданием болванкой в самоходную установку пронзил тело командира батареи СУ-76 Степанова Ф. Г Архивная копия от 17 июня 2015 на Wayback Machine, который находился в ней, и убил командира самоходной установки Тяпкова Д. Н Архивная копия от 17 июня 2015 на Wayback Machine и механика-водителя Зихманчука А. Б. Архивная копия от 22 февраля 2014 на Wayback Machine Установка загорелась. Тела трёх доблестных воинов превратились в пепел.
12.10.44 штурм города Рожан, полк поддерживал части 269 сд. Батарея СУ-76, гвардии лейтенанта Никитина В. С Архивная копия от 24 сентября 2015 на Wayback Machine, ломая на пути укрепления противника, подавляя огневые средства, прорвав оборону, первой ворвалась в город Рожан, где укрепилась и отбивала неоднократные контратаки противника. Одна из установок полка при этом уничтожила две 75-мм пушки и пять пулемётов.
14.10.44 бои за д. Высекеры. Батареи полка уничтожили одну самоходную установку на шасси танка Т-IV и одну подбили. В этот день полк безвозвратно потерял пять человек и одну СУ.
15.10.44 бои под д. Заленже-Эльяше (Załęże-Eliasze), высота 150.3. При форсировании реки Ружаница, противник был застигнут врасплох, уничтожено 3 блиндажа, 50 солдат и офицеров, два противотанковых орудия, захватили два тягача, подбили одну СО на шасси танка Т-IV. Три СУ-76 полка сгорело.
21.10.44 войска армии в течение одиннадцати дней боев овладели рубежом: Селюнь (сев), Глажево-Виты, высота 153,0, Дуже, отметка 122,0, роща 300 м, юго-восточ. Шляхецька, восточная окраина Северыново (Sewerynowo), где и перешли к жёсткой обороне. В результате предпринятого наступления плацдарм на западном берегу р.Нарев в полосе армии был расширен по фронту с 6 км до 20 км, в глубину с 7 км до 20 км и по площади до 145 км². Теперь размеры плацдарма позволяли развернуть с него крупные наступательные операции.

### Восточно-Прусская стратегическая наступательная операция (13.01.45-25.04.45).
Восточно-Прусская стратегическая наступательная операция предполагала силами трёх фронтов, 2-го, 3-го Белорусского и частями 1-го Прибалтийского во взаимодействии с Балтийским флотом, прорвать глубокоэшелонированную оборону немецкой группы армий «Центр», выйти к Балтийскому морю, окружить и разгромить основные силы восточно-прусской группировки немцев. Так же важной целью было, отсечение крупных войск противника (25 немецких дивизий) от основных сил вермахта. Удары планировалось нанести с захваченных Наревских плацдармов. На главном направлении оборону противника намечалось прорвать с Ружанского плацдарма на 18-км участке силами трёх армий, 2-й ударной армии, 3-й и 48-й армии.
Вся Восточно-Прусская стратегическая наступательная операция для 3-й армии проходила в три этапа.

### Млавско-Эльбингская наступательная операция (14.01.45-26.01.45 г).
Замысел её заключался в том, чтобы прорвать глубоко эшелонированную оборону немцев на Ружанском плацдарме с сильными опорными пунктами в виде высот 153.0, 143.8 и во взаимодействии с 48-й армией разгромить его Пшаснышскую группировку. На 8 день операции выйти на рубеж: Клайн-Данкхайм, Мушакев, Найденбург.
Атака пехоты началась в 10:00 14.01.45 года после 15-минутного огневого налёта артиллерии, которая последовательным сосредоточением огня по объектам сопротивления немцев, подавляла его живую силу и огневые средства, расчищая дорогу атакующей пехоте. Противник не ждал наступления в этот день. В первый же час наступления, в условиях снегопада, противник был выбит из двух-трёх линий траншей. В результате наступления войска 3-й армии в первый день боя прорвали по всему фронту главную полосу обороны и продвинулись: в направлении главного удара (35 и 41 ск) на 5—7 км. Сгустившийся во второй половине дня туман ограничивал наступательные возможности в смысле ориентировки при действиях и ведении прицельного огня и, наоборот, создал благоприятные условия для противника, который действуя методом засад, сильным огнём, а затем контратаками стремился приостановить наступления советских войск. В первые часы боя противник оказал слабое сопротивление, а затем усилил огонь и предпринял контратаки и тем временем оттянул часть уцелевшей артиллерии за р. Ожиц.
Бронетанковые войска 3-й армии использовались с большой аккуратностью, из-за возможности потери большого количества танков и СУ на минных полях. В проходах заранее сапёрами делались проходы, в первой цепи наступающих частей шли по две самоходных установки от каждого самоходного полка, тем самым проверяя проходы, а затем по гусеничным следам их следовали главные силы танков и СУ на развитие успеха советских войск.
Боевым приказом № 001 штаба 3-й армии от 5.01.45 года 41 стрелковому корпусу была поставлена задача: прорвать оборону немцев на фронте Поникевка, Дуже, центр квадратной рощи 400 м юго-западнее Дуже и наносить удар главными силами в направлении Гонсово-Подуховне, Пенице, Красносельц, Еднорожец, Хожеле, Пухолловен, надёжно обеспечивая свой правый фланг.
Всеми видами разведки к началу наступления было установлено, что немцы перед фронтом прорыва 41 ск имели: стрелковых рот-24, активных штыков-2400, ручных пулемётов-270, пулемётных рот-8, миномётных батарей-16, станковых пулемётов-65, миномётов-96, самоходных орудий-45, танков-30. Всего орудий и миномётов до 150 стволов, что составляло плотность-37,5 стволов на 1 км фронта.
Оценив силы противника и характер его обороны командир 41 ск решил: нанося главный удар своим левым флангом в общем направлении на Подуховне, Пенице, Красносельц, прорвать оборону противника на участке Поникевка, северо-западная часть квадратной рощи 400 метров юго-западнее Дуже, уничтожить части 129 пд и в тесном взаимодействии с соседом слева наступать на Красносельц, Еднорожец, Хожеле имея в первом эшелоне 269 сд и 120 гв. сд., 283 сд во втором эшелоне корпуса в готовности развить успех частей первого эшелона с рубежа р. Ожиц. Таким образом, был принят наиболее оправдавший себя на практике глубокоэшелонированный боевой порядок: корпус имел в первом эшелоне две дивизии и одну во втором. Дивизии наступали двумя полками в первом и одним во втором эшелоне. Полки строили свои боевые порядки в два-три эшелона.
Ночью на 14 января, строго маскируясь, орудия прямой наводки и самоходные установки были подтянуты к передней траншее, пехота сосредоточилась в отрытых поперечных траншеях по направлению к переднему краю немецкой обороны. 1018 сп 269 сд при прорыве обороны противника наступал, имея порядок в три эшелона. С началом атаки в 10 часов 10 минут батальон первого эшелона стремительным броском преодолел все три немецкие траншеи и к 11:00 занял переправу севернее Стар. Весь. К 12:00 с этого рубежа был введён в бой следующий батальон в направлении Посьвентне. Полк успешно продвигался и к 17:00 вышел на рубеж Колония, с которого был введён в бои третий батальон в направлении на Щеглин.
339 гв. сп 120 гв. сд. при прорыве немецкой обороны 14.01.1945 года также наступал тремя эшелонами. Первый стрелковый батальон (сб) к 12.00 овладел Жехово-Гаць и на этом рубеже из-за его правого фланга был введён в бой второй сб в направление отметки 105,8. Взаимодействуя между собой батальоны к 13.00 овладели высотой 105,8, Залесе перерезав шоссе Подуховне-Залесе и к 24.00 вышли на рубеж грунтовой дороги Снешко-Дворске. В ночь на 15.01.45 из-за левого фланга первого сб был введён третий сб (ночник) в направлении отметки 118,3 и к утру 15.01.45 вышел 300 метров юго-западней отметки 118,3.

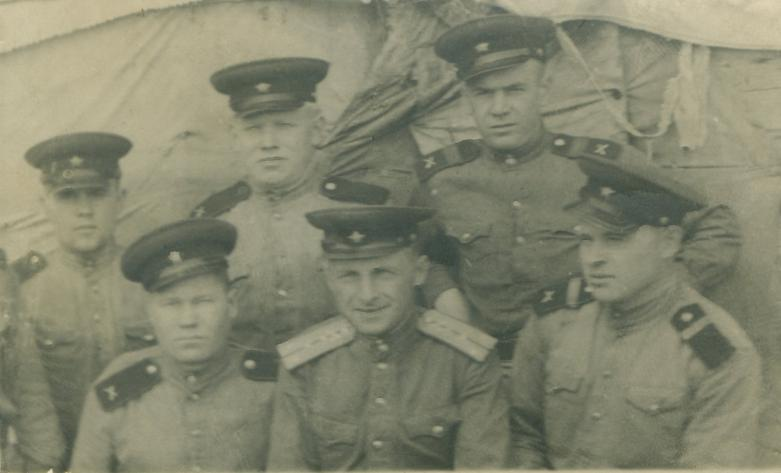
Взвод боепитания 1901 самоходно-артиллерийского полка.

14.01.45 в 10:15 на 15-й минуте артиллерийского налёта 1901 сап во взаимодействии с подразделениями 1018 сп 269 сд, стремительной атакой, прорвал сильно укреплённую оборонительную полосу противника в районе Поникевка, Стар. Весь, Посвентне. Немцы даже не успели развернуть артиллерию, как батареи совместно с пехотой захватили 8 противотанковых орудий. Стремительно преследуя и уничтожая живую силу и технику противника, подошли к реке Руж, которую полк форсировал.
Батареи полка достигли населённого пункта Подуховне. Противник начал оказывать сильное огневое сопротивление пулемётным, артиллерийским и миномётным огнём. С пяти выстрелов были уничтожены два ДЗОТа. Самоходная установка СУ-76 ворвалась в деревню. Заметив пушку противника, ведущую огонь по машинам полка, решили подобраться к ней ближе, чтобы дать возможность расчёту уничтожить её наверняка, но немецкий снаряд подбил СУ-76 и она загорелась. Объятый пламенем, быстро вспыхнувшего бензина, сгорел с прочно зажатыми рычагами управления в руках механик-водитель Громов Н. И, наводчик Цибурков Г. Д, и командир установки Леонович И. А.

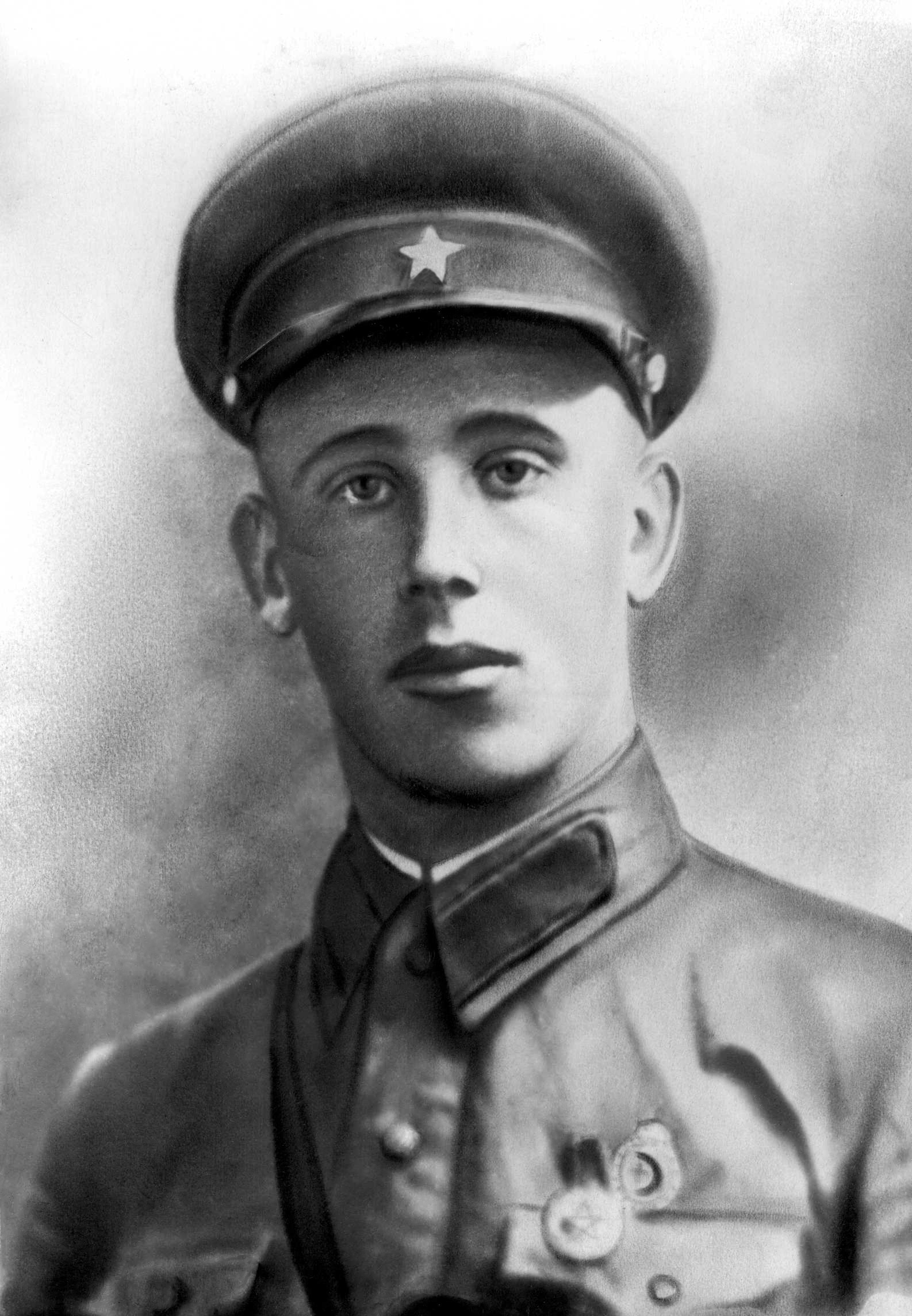
Гвардии старший сержант Цибурков Григорий Дмитриевич, наводчик СУ-76 1901 сап.

Отражение немецкой контратаки из района Щеглин, Замосьць. СУ полка уничтожили самоходное орудие «Фердинанд». Бои в полосе высота 153.0-Дуже (120 гв. сд). Вечером две установки полка было подбито, обездвиженные машины под ураганным огнём были восстановлены и тем же вечером продолжали отражать контратаки противника. Ещё две СУ-76 полка сгорело, одна из них в районе Стар. Весь. В полку появляются СУ-100 и СУ-85. К концу дня отражая неоднократные контратаки крупных сил пехоты и танков, полк вышел на рубеж Гонсово-Подуховне и удерживал его до подхода основных сил корпуса.
15.01.45 возобновив наступление, войска 3-й армии продвинулись вперед и своим левым флангом стали выходить на р. Ожиц в районе южнее Подось-Стары. Но затем были встречены контрнаступлением противника. Последовали сильные контратаки немецкой пехоты, поддержанные значительным числом танков: контратаку поддерживало до 120 танков тд «Великая Германия». Немецкое командование ввело в бой находившиеся в резерве: 508 пп 292 пд (из района Охенки), запасной батальон и третий батальон 427 пп 129 пд (из района Кшижево-Марки), 84 строительный батальон (из района Макув), батальон 528 пп 299 пд и полностью укомплектованную танковую дивизию «Великая Германия», которую перебросил из района Вилленберг. Главный контрудар наносила танковая дивизия. Первые контрудары немцы нанесли с направления Подось-Стары против левого фланга 41 ск 120 гв. сд., а затем с выходом передовых частей и танков 35 ск к р. Ожиц, переместил удар против его частей.
Наступавший во втором эшелоне 120 гв. сд. 336 гв.сп 15.01.45 к 7:00 был введён в бой в стык между 334 и 339 гв.сп с рубежа: отметка 82,0, 300 метров западнее Фридрихсруэ. Полк занял исходное положение для атаки не в 200—300 метрах от переднего края противника, а в 600—800 метрах от него. В результате этого полк ещё до подхода к переднему краю противника был встречен сильным огнём всех видов оружия, залёг и лишь в результате упорного боя в течение суток продвинулся не более чем на 400—500 метров. Полк был хорошо укомплектован, имел до 350 активных штыков в стрелковых ротах, но понёс при этом серьёзные потери в личном составе, 21 человек убитыми и 62 человека ранеными.
В этот день войска армии отбили до 30 контратак. Под воздействием ожесточённых танковых ударов противника во фланги, части главной группировки были вынуждены отойти на 1-2 км с рубежа, достигнутого ими утром 15.01.45.
Разведке 1901 сап было дано задание: выявить огневую систему противника на переднем крае в районе Щеглин, Замосьць. Через два часа командиру доложили о том, что противник готовиться к контратаке и что он располагает 5-6 танками, артиллерией и до роты пехоты; указав точное расположение одной 75-мм батареи четырёхорудийного состава на высоте и одной миномётной батареи. Через несколько минут, после начала контратаки немцев и массированного огня советских установок по артиллерийским и миномётным позициям, батареи немцев подавили и они замолчали. Уничтожено два орудия и три миномёта вместе с их расчётами. Противник откатился на прежний рубеж.
В двухдневных тяжёлых боях в районе Стар. Весь, Посьвентне, Подуховне, Щеглин 1901 сап отразил двадцать контратак пехоты и СО противника. Произведено три ремонта СУ-76.
16.01.45 войска армии возобновили наступление, но вновь встретили ожесточённое сопротивление противника и имели некоторый успех, лишь после повторных атак и ударов штурмовой авиации. За день наступления части 3-й армии продвинулись по всему фронту вперёд всего лишь на 1-3 км. Противник нёс тяжёлые потери, однако упорно стремился не допустить выхода на р. Ожиц частей Красной Армии. Всё же во второй половине дня немцы начали отвод своих тылов и техники с рубежа р. Ожиц в направлении Пшасныш-Цеханув.
Второй эшелон 41 ск 283 сд, в течение ночи на 16.01.45 года дивизия двумя полками заняла исходное положение для наступления в образовавшемся разрыве между флангами 269 сд и 120 гв. сд. и с утра 16.01.45 перешла в наступление с рубежа Шеглин, Подуховне, 1 км северо-восточнее Жехово-Вельке для развития успеха на Красносельц.
Батареи 1901 сап отражали контратаку немцев в районе д. Подуховне. При прорыве промежуточного рубежа обороны на реке Муленгрунд, полк обеспечивал прорыв пехоте 860 сп 283 сд. Три батареи полка СУ-76 перед немецкой контратакой остались без боеприпасов, в последний момент им были доставлены снаряды и контратаку успешно отбили. После прямого попадание в СУ-76 установка сгорела, тяжело ранен весь экипаж. Погиб наводчик Мартыросьян Ц. А, похоронен на опушке леса северо-западнее 400 м Шиги Рожан гмина Макув повиту Варшавского воеводства.
За день произведено шесть ремонтов СУ-76.
17.01.45 немцы стремились задержать продвижение советских войск, оказывая упорное сопротивление, в особенности на правом фланге (40 ск) и в центре (41 ск), где ввели в бой 101 пп 14 пд и 627 штурмовую сапёрную бригаду. Силами этих вновь введённых частей немцы прикрывали отвод тылов и часть сил, в том числе и танки тд «Великая Германия», в северо-западном направлении. Тяжёлые потери, нанесённые противнику войсками 3-й армии, заставили немцев, к исходу дня начать поспешный отвод своих сил перед левым флангом армии (35 ск). На правом фланге немец все ещё стремился сдержать части РККА, чтобы обеспечить отвод своих войск, оборонявшихся по западному берегу р.Нарев южнее Остроленка. За день боя войска 3-й армии, преодолевая упорное сопротивление, продвинулись на 4—7 км.
Развивая успех, достигнутый 269 сд и 120 гв. сд, 283 сд к исходу дня 17.01.45 года вышла на реку Ожиц, ликвидировав мощный опорный пункт противника и сильный укреплённый район Красносельц.
Разведкой 1901 сап обнаружено самоходное орудие противника, которое уничтожили СУ. При прорыве обороны немцев на реке Руж, с 14 по 17 января, полком было уничтожено два СО, три танка, 11 75-мм орудий, шесть артбатарей разного калибра, 12 ДЗОТов, три бронетранспортёра, свыше 200 немецких солдат и офицеров, взято в плен свыше 77 человек.
После ожесточённых четырёхдневных боев, разгромленный противник безостановочно стал откатываться на север.
18.01.45 в связи с начавшимся отходом немцев, Командарм боевым распоряжением потребовал от войск 3-й армии непрерывного наступления и днём и ночью.
Перед фронтом армии отходили остатки 129 пд, тд «Великая Германия», 627 штурмовой сапёрной бригады и 14 пехотной дивизии. К исходу дня войска армии, встречая упорное сопротивление противника, продвинувшись за сутки с боями на 4-8 км, овладели рубежом-(иск) Грабувек, Адамчиха, Вулька Дронжджевска, Доронжджево, Гронды, (иск) Карвач. На правом фланге наступал 40 ск, в центре 41 ск, на левом фланге 35 ск.
19.01 45 продвигаясь вперёд 41 ск продолжал наступление в направлении Еднорожец, Хожеле. Корпус действовал обеспечивая себя справа, движением части сил по восточному берегу р. Ожиц вдоль ж. д. Остроленка-Хожеле. Действиями ночных отрядов он к 5.00 19.01.45 овладел рубежом-шоссе Гачиска-Пшасныш на участке: Дронжджево, Липа (южн) и с утра главными силами перешёл в наступление.
На Еднорожец наступала 269 сд, левее её в обход этого населённого пункта с запада действовала 283 сд. К середине дня наступающие части дивизии подошли к заранее подготовленному промежуточному рубежу обороны противника, проходившему по высотам, что южнее и юго-западнее Еднорожец. Здесь они были встречены организованным огнём. Немцы прикрывали свой отход сильными арьергардами из состава разбитых частей 129 пд и подразделений мотополка тд «Великая Германия», 101 пп 14 пд, 420 пульбатальона и 436 сапёрного батальона.
269 сд наступала своим левым флангом на северо-запад вдоль западного берега реки Ожиц, а 283 сд наступала по лесам, что южнее Еднорожец и уже во второй половине дня 19.01 части дивизии вели бои в полутора-двух километрах к югу от Еднорожец. К 17:00 части 269 сд вели упорный огневой бой за высоты юго-восточнее Еднорожец, а 283 сд, взаимодействуя с левофланговыми частями 269 сд, частью сил предприняла обходное движение и наступала фронтом на северо-запад, угрожая выходом в тыл противника. Обходное движение с запада частей 283 сд решило успех наступательных действий дня. Сильный арьергард противника с боем стал отходить на север, выделив из своего состава группы автоматчиков для прикрытия. 120 гв. сд сковывала противника в лесу. В Еднорожец вошли части 283 сд.
20.01.45 дивизии 41 ск продолжали преследования поспешно отходящего противника в общем направлении на Хожеле, Вилленберг. Немцы не оказали серьёзного сопротивления и на заранее подготовленном рубеже, прикрывающим г. Хожеле с востока и юго-востока.
Город Хожеле был взят частями 41 ск после боя с отрядами прикрытия. Успеху способствовал обходной манёвр с востока 269 сд, которая к исходу 20.01 вела бои в районе станции Хожеле, а также обход с запада частями 120 гв. сд.
За день боя дивизии корпуса продвинулись на 18-25 км. К вечеру 20.01.45 41 ск вышел на рубеж- отм. 123,1, (иск) роща 1 км юго-западнее Фламберг, отм. 127,7, Домброва, (иск) отм.125,1.
21.01.1945 в 14.30 части 41 ск подошли и завязали бой за г. Вилленберг, являвшимся сильным узлом сопротивления, заблаговременно построенной линии обороны по южной границе Восточной Пруссии. Вилленберг являлся важным узлом шоссейных и железных дорог и прикрывался с юга предмостными укреплениями, а с запада заранее подготовленным рубежом по северному берегу реки Омулев. Немцы стремились любой ценой удержать г. Вилленберг и подбросили под город части 558 пд и 24 тд. Ожесточёнными контратаками они сдерживал наступление дивизий 41 ск. В боях на подступах к городу немцы предприняли более 20 контратак.
Батареи 1901 сап, поддерживая наступательные действия стрелковых полков 120 гв. сд, вели бой за переправу на реке Омулеф. После прямого попадания немецкого снаряда сгорела установка СУ-76, а в ней наводчик Трусов В. А, остальной экипаж эвакуирован в госпиталь. В этот день полк, с боями, перешёл государственную границу и вошёл на территорию Германии.
22.01.45 в боях при форсирование реки Омулеф, разведкой 1901 сап было обнаружено в засаде одно самоходное орудие на шасси танка Т-IV и один бронетранспортёр, которые после обходного манёвра были уничтожены огнём СУ-76.
Батареи полка поддерживали форсирование пехотой реки Омулеф в районе г. Вилленберг. При этом СУ-76, прямой наводкой в течение нескольких минут с 10 выстрелов, уничтожила три противотанковых орудия, станковый пулемёт и один бронеколпак. Другая СУ-76 уничтожила бронетранспортёр и противотанковую пушку. Прямое попадание в СУ-76, вместе с установкой сгорел механик-водитель Рындяев Н. В, наводчик Степанов Г. И. вынес командира из горящей установки и перенёс его через переправу по которой противник вёл ураганный огонь.
Полк отбивает многочисленные немецкие контратаки из района ж/д станции Мензгут-Дорф и района севернее 2 км г. Романен.

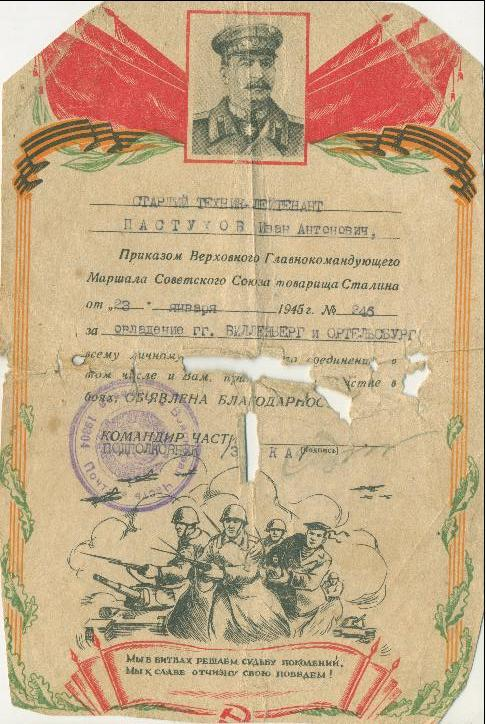
Благодарность ВГК И. В. Сталина за взятие городов Вилленберг и Ортельсбург от 23 января 1945 года.

23.01.45 года, обескровив противника в двухдневных боях и обойдя город с юго-востока и запада, дивизии 41 ск ночной операцией в 2:30 перешли в решительное наступление, а в 4:30 части 283 сд штурмом овладели городом и ж. д. станцией Вилленберг.
Для овладения городом был использован десант пехоты, посаженный на танки и самоходные орудия. Смелыми ночными действиями десант стремительно ворвался в город. Успех десанта был использован главными силами 283 сд. 856 сп этой дивизии перешёл в наступление с юго-востока, 860 сп с запада, а 858 сп283 сд обошёл город с северо-востока. Ночной уличный бой характеризовался скоротечностью: город был очищен от противника в течение нескольких часов. Противник начал отходить по всему фронту корпуса.
Неприятель, оказывая огневое сопротивление, старался задержать продвижение советских частей в направлении г. Ортельсбург на реке Завитц.
1901 сап была поставлена задача: захватить переправу на реке Завитц и обеспечить форсирование реки. Одна из установок СУ-76, разведав скрытые пути подхода, незаметно приблизилась к переправе. Обнаружили, что мост охраняют четыре противотанковые 75-мм орудия, стоящие в засаде, на расстоянии 500—600 метров от установки. У моста находилось несколько автоматчиков и пять-шесть минёров, задачей последних, вероятно, было взорвать мост, в случае необходимости. Решили их уничтожить первыми, три прицельных выстрела и автоматчики с минёрами взлетели в воздух. Началась борьба между противотанковыми орудиями противника и СУ-76. Все было заранее обдумано: позиция для стрельбы была выгодной и умело маневрируя она пятью выстрелами уничтожила четыре противотанковых орудия вместе с их расчётами. Переправа была захвачена. Через переправу стремительной атакой двинулись СУ-76 полка, а также полевая артиллерия. Немцы, не ожидавшие внезапного нападения и не успевшие планомерно отойти на заранее подготовленные рубежи, поспешно отступили к г. Ортельсбург.
С 21 по 23 января связь самоходных установок с командиром полка осуществлялась через радиостанцию «РБ», река Омулеф разделяла их, проход через переправу был слишком труден в виду сильного артобстрела.
К исходу дня войска армии занимали рубеж: отм. 129,0, Куртцбург, восточная опушка леса Штаатс-Форст, Ортельсбург, межозёрное дефиле озеро Гросс Шобен-Зее, Граммен-Зее, Пассенхайм, Прейловен, г. дв. (господский двор) Кроплайнен.
Войскам, участвовавшим в боях за овладение Ортельсбургом (Щитно) и другими городами, приказом ВГК от 23 января 1945 года объявлена благодарность и в Москве дан салют 20 артиллерийскими залпами из 224 орудий.
24.01.45 не давая покоя противнику части Красной Армии преследуют отходящего неприятеля.
Разведка 1901 сап, после разведки огневых средств противника на реке Хауззее-Флис, обнаружила два самоходных орудия на шасси танка Т-IV, два бронетранспортёра и 75-мм артиллерийскую батарею. Стремительным броском вперёд батарея полка во взаимодействии со стрелковыми частями, внезапно напала на противника и уничтожив одно самоходное орудие, один бронетранспортёр, артбатарею и миномётную батарею 81-мм, ворвалась на юго-восточную окраину г. Орстельбург, где завязали уличные бои с танками, самоходными орудиями и пехотой противника. На окраине СУ-76 сожгли одно СО на шасси танка Т-IV, которое находясь в засаде не давало возможности оседлать шоссейную дорогу Ортельсбург-Хамерудау. Так же были уничтожена ещё одно СО, одна 75-мм пушка, один бронетранспортёр, три пулемёта и более 50 немецких солдат. Немецкие части были отброшены за реку Хауззее-Флис.
26.01.45 полк отражает контратаку немцев севернее 2 км г. Романен, до роты пехоты при поддержке 3 танков и СО. Батарея СУ-76 уничтожила одно самоходное орудие на шасси танка Т-IV, 45-мм противотанковую пушку и два пулемёта. Успешно отразив немецкую контратаку, батареи полка сами контратаковали и, отбросив противника, овладели важной высотой 202.2, которая в этом районе была господствующей. Была подбита и сгорела установка СУ-76.
27.01.45 войска 3-й армии, произведя ночью перегруппировку и успешно продвигаясь вперёд, овладели рубежом: Воттовен, Рашунг, Даумен, Киршлайнен, (иск) Вартенбург, Гросс Мораунен, Гросс Дамерау.
28.01.45 1901 сап, преследуя противника, ворвался на ж/д станцию Мензгут-Дорф. Обнаружив немецкий обоз, две СУ-76 настигли его и уничтожили три повозки с боеприпасами. При этом одна из установок раздавила гусеницами пятерых немецких солдат.
Полк преследуя противника овладел г. Рамзау, г. Вилс, г. Лемрендорф, г. Дерц, г. Носсберг.
30.01.45 сапёры сопровождали СУ-76 в период прорыва обороны противника на границе Восточной Пруссии. С 14 по 30 января, несмотря на сильно заминированную полосу немецкой обороны, ни одна СУ-76 не подорвалась на мине.
1.02.45 к исходу дня войска 3-й армии, сломив сопротивление противника и продвинувшись на 5 км занимала положение: (41 ск) от два дома 2 км северо-западнее Носсберг, высота 104,0, (иск) Гутштадт, роща 1 км южнее Ноендорф (40 ск).
6.02.45 войска 3-й армии заняли рубеж: Кашаунен, Мигенен, Опен, встретившись с упорным сопротивлением противника (до 15-16 контратак), опиравшегося на заблаговременно подготовленную оборону, являвшуюся составной частью внешнего обвода Кенигсбергского укреплённого района.
7.02.45 войска 3-й армии продолжая наступление в жестоких боях овладели крупными опорными пунктами: Вюргервальде, Кашаунен, Милленберг, Опен.
В боях при форсировании реки Древенц под г. Эшенау, самоходными установками 1901 сап уничтожен танк Т-IV, бронетранспортёр и два миномёта. Это обеспечило успех наступательной операции пехоте 1018 сп 269 сд. Контратака немцев, из района Эшенау, силой до батальона пехоты при поддержке 6—8 танков и СО не имела успеха, экипажи СУ-76 дрались на смерть и причинив противнику значительный ущерб в живой силе и технике, отбросили его на исходный рубеж.
8.02.45 после ночной разведки слабого места в обороне противника, батарея полка СУ-76 вышла из под трёхстороннего обстрела противника и соединилась с основными силами стрелковых частей.
9.02.45 в 18:40 противник перешёл в контрнаступление по всему фронту 3-й армии, но успеха не имел.
В дальнейшем до 14.02.45 войска армии в силу возросшего сопротивления противника, опиравшегося на заранее подготовленные рубежи обороны, имели лишь незначительное продвижение на отдельных участках.
10.02.45 3-я армия вошла в состав 3-го Белорусского фронта.
12.02.45 1901 сап ведёт бои в районе Эшенау.
За месячный срок с 14.01.45 непрерывных и упорных боёв соединения армии понесли значительные потери, коммуникации растянулись, а поэтому дальнейшее наступление было продолжено после кратковременной остановки для перегруппировки и организации наступления по разгрому Вормдиттско-Мельзакской группировки противника.

### Вормдиттско-Мельзакская операция (14.02—5.03.1945)
Цель и замысел операции заключались в том, что войска 3-й армии должны были прорвать оборону противника на 5-километровом фронте: Эшенау, (иск) высоту 101,5, что 1,5 км северо-западнее Мигенен. Разгромить и уничтожить 102, 203 пд и 18 мд, стремительно развивая наступление в общем направлении на Мельзак, к исходу 14.02 овладеть рубежом: Лоттерфельд, Борвальде, ст. Хайнрикау, а к исходу 15.02 рубежом: Петерсвальде, Гауден и в дальнейшем во взаимодействии с 50 и 48-й армиями ликвидировать Мельзакскую группировку противника.
14.02.45 года в 12:00 после десятиминутного огневого налёта ударная группировка войск 3-й армии 41 и 35 ск перешли в наступление и после двухчасового боя прорвали оборону противника, углубившись к 15:00 до 4 км. Во второй половине дня с 16.30, возобновив наступление, овладели крупным узлом сопротивления противника Зонвальде и узлами сопротивления на высотах: 122,1, 137,2.
При прорыве промежуточного рубежа обороны на реке Муленгрунд в районе Эшенау, Лихтенау батареи 1901 сап поддерживали наступление 860 сп 283 сд и 120 гв. сд. (269 сд во втором эшелоне). Разведкой полка была обнаружена в засаде артиллерийская батарея, которую уничтожили 2 танка КВ.
В этот день войска 3-й армии уже выходили в тыл Вормдиттской группировки. Немцы боясь окружения отошли на рубеж Лоттерфельд, Мельзак, Борнит.
15.02.45 за день боя войска 41 ск продвинулись от 6—11 км и форсировали р. Вальш.
1901 сап отражал контратаку немцев силой до роты пехоты при поддержке 5 танков и СО в районе севернее г. Зонвальде (Sonnwalde теперь — деревня Радзиево Radziejewo).
16.02.45 войска 41 ск, действуя ночными отрядами, продвинулись до 1 км. Перейдя в 10.30 главными силами в наступление, были встречены исключительно сильным организованным огнём с северного берега р. р. Варнау и Вальш и успеха в продвижении не имели.
В районе г. Мельзак (Пененжно), на конечном этапе прорыва обороны противника на реке Муленгрунд, разведкой 1901 сап в замаскированных позициях была обнаружена миномётная батарея, не дававшая двигаться вперед пехоте, которую уничтожили установки СУ-85.
17.02.45 Мощная семи минутная артподготовка парализовала систему обороны немцев и части 35 ск с 1:00, начав штурм города Мельзак, к 3:00 овладели восточной и южной частью города, а в 7.00 полностью очистили город и к 9.00 заняли ж. д. станцию Мельзак. В это время 120 гв. сд. и 269 сд 41 ск перерезали шоссе Мельзак-Лайс, противник яростно контратаковал, дважды сбивал наступающие части с достигнутого рубежа, но дивизии упорно продвигаясь на северо-восток завоевали плацдарм на реке Вальш и вышли к железной дороге. К исходу дня войска 41 стрелкового корпуса продвинулись от 1 до 2 км.
Войскам, участвовавшим в боях за овладение городами Вормдитт и Мельзак, приказом ВГК от 17 февраля 1945 года объявлена благодарность и в Москве дан салют 20 артиллерийскими залпами из 224 орудий.
18.02.45 в результате наступления войска в полосе 41 ск продвинулись на 1—2 км.
19.02.45 немцы усилили свою группировку 61 пд и в течение суток оказывали сильное сопротивление частям 41 ск. В результате действия ночных отрядов и перехода в наступление главных сил в 11.00, соединения 3-й армии в итоге дня с боями продвинулись от 3 до 6 км, овладев при этом крупными опорными пунктами: Энгельсвальде, Зугнинен, Хайнштерн, Фрайххолен.
В боях под населённым пунктом Лайс, две СУ-76 1901 сап получили прямые попадания снарядов в боевые отделения и сгорели, убито три человека. При отражении немецкой контратаки установками полка было уничтожено три крупнокалиберных пулемёта и одно 75-мм орудие.
19 февраля 1945 года 1901 сап был награждён орденом «Красного Знамени», за образцовое выполнение заданий командования в боях с немецкими захватчиками при прорыве обороны немцев севернее Варшавы и проявленные при этом доблесть и мужество.
20.02.45 в течение дня части 41 ск продвинулись на 2—3 км и в упорном бою овладели Петерсвальде. Противник оказывал ожесточённое сопротивление, усилил огневую активность из всех видов пехотного оружия, неоднократно переходил в контратаки силою от роты до батальона с танками и самоходными орудиями.
21—22.02.45 не прекращая наступательного действия ни днём, ни ночью, дивизии 41 ск продвинулись лишь на 1 км.
23.02.45 немцы, усилив свою группировку вводом фюзелерного полка тд «Великая Германия», в районе севернее Лилиенталь, оказывали упорное сопротивление частям 41 ск, которые за день продвинулись на 1 км.
25.02.45 части 41 стрелкового корпуса, действуя ночью отдельными отрядами, а днём переходя в наступление главными силами, встречали сильное сопротивление противника из всех видов оружия и неоднократные его контратаки, успеха в наступлении не имели.
26-27.02.45 в целях организации наступления, командующий 3-й армии решил: в течение этих двух дней действовать лишь ночными отрядами по улучшению своих позиций, произвести перегруппировку, а 28.02.45 на узком участке (5 км) прорвать оборону противника на фронте: Раушбах, Лилиенталь, (иск) Гайль (сев), Грюненфельд с ближайшей задачей через 3 часа после атаки овладеть рубежом: Шенлинде, Врайтлинде, г. дв. Хенненберг; к исходу 28.02.45 выйти на рубеж: Айзенберг, выс. 162,3 или 1 км севернее Грюненфельд, г. дв. Матерхефен, в дальнейшем развивать наступление в общем направлении Хайлигенбайль.
28.02.45 дивизии 41 ск после 12-минутной артподготовки перешли в наступление. В исключительно трудных условиях, встречая сильное огневое сопротивления противника, войска вклинились в оборону противника, выбили их с занимаемых позиции и, преодолевая ожесточённое сопротивление его и неоднократные контратаки, за день боя продвинулись только лишь от 500 до 1000 метров.
Разведкой 1901 сап северо-западнее населённого пункта Раушбах обнаружено два тщательно замаскированных противотанковых орудия противника.
2.03.45 войска 41 ск вели бой вплотную подойдя к Хоенфюрст. 120 гвардейская и 283 сд обходили город западнее, части 269 сд наступали с юга.
4.03.45 батареи полка ведут бои за населённый пункт Розенвальде.
5.03.45 в результате пятидневных боев войска 3-й армии продвинулись всего только на 500—600 метров и заняли рубеж Хоенфюрст, южная опушка леса 2 км севернее г. Лилиенталь, Шенау, Брайтлинде, Мартельсдорф. Войска 41 ск, обойдя Хоенфюрст с запада, полностью отчистили город от противника и заняли оборону фронтом на север.
Для продолжения наступления требовалась передышка, используя которую войскам 3-й армии надлежало привести в порядок, пополнить их, в связи со значительными потерями, понесёнными за время боёв с момента прорыва полосы немецкой обороны на плацдарме и произвести перегруппировку. На подготовку этой операции командующий войсками 3 БФ разрешил использовать восемь дней. Войска 3-й армии перешли к жёсткой обороне и начали готовиться к последнему штурму окружённой Восточно-Прусской группировки немцев, юго-западнее Кенигсберга.

### Ликвидация Браунсбергско-Хайлигенбайльской группировки противника (13—26.03.1945)
Цель и замысел операции заключался в том, чтобы прорвать оборону немцев на фронте: Гросс-Людткенфюрст, Шенлинде, высота 97,6 и, нанося удар в направлении Айзенберг, Хайлигенбайль, разгромить и уничтожить части 21, 558, и 61 пд немцев. Стремительно развивая наступление, к исходу 1-го дня операции перерезать автостраду Кенигсберг-Эльбинг на фронте: Бильсхефен, Розенхоф. К исходу 2-го дня выйти на реку Шарфт на рубеже: Йюркендорф, Хайлигенбайль. В дальнейшем во взаимодействии с частями 31 армии развивать наступление главными силами в направлении: Томсдорф, Ширтен, Каймкален.
13.03.45 основной удар по прорыву обороны на фронте: Гросс, Людткенфюрст, Шенлинде, высота 96,7 (фронт 5 км.) — наносили четыре наиболее численные дивизии 5, 290, 348 сд и 120 гв. сд. Плотность артиллерии в полосе прорыва составляла 185 стволов и 36 танков и самоходных орудий на 1 км фронта. Дивизии 41 ск наступали на северо-запад вдоль восточного берега р. Банау. Противник сумел организоваться и упорно сопротивлялся. Пополнение армия получила незрелое, которое в боях показывало плохую выучку. Ввиду уплотнения боевых порядков противника борьба шла за каждую высоту, каждый каменный дом, каждую естественную преграду, используемую противником. Каждую высоту брали с боем, немец не хотел отходить.
При прорыве немецкой обороны на рубеже Шенлинде (ныне н. п. Краснолипе Браневского повята Варминско-Мазурского воеводства Польши) части первого эшелона 120 гв. сд-334 и 339 гв. сп, не задерживаясь в Шенлинде и обойдя населённый пункт, главными силами, стремительно продвигались вперёд, а 336 гв. сп, наступая во втором эшелоне, полностью очистил населённый пункт от противника.
Батареи СУ-100 1901 сап обеспечивали прорыв промежуточного рубежа обороны противника и взятие города Шенлинде, частям 120 гв. сд и 283 сд. В районе Шенлинде и севернее, для задымления огневых точек противника, четырежды применялись дымы. Разведка полка обнаружила одну артиллерийскую и две миномётные батареи в замаскированных позициях, которые замолчали после сосредоточенного огня самоходных установок полка. Уничтожили два танка Т-IV, три 75-мм противотанковые пушки, два крупнокалиберных пулемёта.
14.03.45 частями 41 ск освобождён населённый пункт Банау-Мюле.
Батареи полка ведут бои за населённый пункт Хоенвальде, который обороняло до роты немецких солдат при поддержке трёх артбатареи и 8-10 пулемётов. Разведкой полка была обнаружена засада из двух самоходных орудий и одной артиллерийской батареи, её уничтожили СУ-100 массированным огнём с флангов. Три СУ-100 были подбиты, ремонт ходовой части установок происходил под миномётный и ружейно-пулемётный огонь, ночью две установки удалось эвакуировать, чем предотвратили их полное уничтожение. В этот день установки полка уничтожили танк Т-IV и 88-мм зенитную установку и захватили немецкий танк Т-III вместе с его экипажем.
15.03.45 батареи 1901 сап ведут бои за шоссейную дорогу севернее г. Хоенвальде. Эвакуировано с поля боя пять подбитых установок, две из них восстановили своими силами.
16.03.45 установки 1901 сап продолжают вести бои за автомагистраль Кенигсберг-Берлин севернее г. Хоенвальде в районе Розенгоф. Тяжело ранен заместитель командира полка. Сгорела СУ-76 и СУ-85, в которой сгорел механик-водитель Буцан Павел Тимофеевич, ещё две установки СУ-85 были подбиты и эвакуированы с поля боя.
17.03.45 после устранения неисправностей в электрооборудовании трёх установок СУ-85 батареи полка во взаимодействии со стрелковыми частями заняли населённый пункт Розенгоф.
18.03.45 — форсирование реки Ной Банау.
19.03.45 разведке 1901 сап было дано задание: вместе с общевойсковой разведкой установить огневые средства на западном берегу реки Банау. Действуя ночью разведчики перешли реку, но внезапно обнаруженные немецкими пулемётчиками были прижаты к земле. Тогда гвардии сержант Юмашев А. А пробравшись к пулемётчику на расстояние 30 метров бросил гранату. Пулемёт замолчал. Два немца были убиты, третий взят в плен. Под угрозой оружия, заткнув пленному немцу рот, разведчики приказали ему указывать местонахождения танков и артиллерии. Проверяя эти показания на месте, они обнаружили две засады самоходных орудий противника в районе Ной Банау (по два СО в каждой), одну артбатарею стоявшую на прямой наводке недалеко от берега реки, одну миномётную батарею и 10 крупнокалиберных пулемётов. Доложив об этом командиру, разведка предрешила исход боя. Батареям полка была поставлена задача; поддержать форсирование пехотой реки.
Командиры самоходных установок выбирали скрытые пути подхода к переправе и вели огонь по пулемётным точкам немцев, не дававшим двигаться вперёд пехоте. Река была успешно форсирована, через которую был захвачен мост, три танка Т-IV и Т-III, артиллерийская батарея, пять крупнокалиберных и три ручных пулемёта были полностью уничтожены. Боеприпасы установкам доставляли бойцы взвода боепитания на плечах, порой на расстояние в 2 км. Перед самой контратакой противника, по исключительно непроходимой дороге, 1-й и 2-й батарее полка, были доставлены боеприпасы.
Ведя постоянную разведку огневых точек и танков противника, разведка полка в районе южнее населённого пункта Штрайтсвальде, ночью обнаружила два хорошо замаскированных танка, стоявших в засаде и имевших цель уничтожить советские самоходные орудия. Указав их точное местонахождения, немецкие танки были уничтожены, не произведя даже одного выстрела.
В боях при форсировании реки Банау, сгорела СУ-85 и её заряжающий Лахно М. И. Прямое попадание в СУ-100, убит заряжающий Тимашев С. Х. Похоронены в г. Хоенвальде.
21.03.45 бои за насыпь железнодорожного полотна, последнего пути выхода на Кенигсберг, в районе г. Грунау. Железная дорога Хайлигенбайль-Браунсберг была противником загромождена вагонами, поставленных вплотную без проходов, что не давало возможности пустить через дорогу танки и самоходные орудия. Взятие населённого пункта Радау.
22.03.45 в районе г. Грунау, за полотном железной дороги на опушке леса, были обнаружены в засаде два немецких самоходных орудия, имевших цель не допустить советскую бронетехнику за насыпь. Полк стал действовать обходным манёвром и отрезав от дороги СО противника уничтожил их.
Немцы предприняли контратаку силой трёх танков, до роты пехоты при поддержке огня артиллерии и миномётов. Одна из установок полка СУ-100, обездвиженная в связи с труднопроходимой местностью, сожгла головной танк противника. Немцы выкатили на прямую наводку противотанковое орудие и прямым попаданием подбили установку, сбили гусеницу. Наводчика Миленин В. С. ранило. Механик-водитель и заряжающий производил ремонт под ураганным огнём противника. Во время ремонта, оставшийся один в строю, командир установки вёл огонь по огневым точкам противника, уничтожив при этом один танк Т-IV и с шести выстрелов артбатарею (пять орудий) противника. Третий танк Т-IV тоже был сожжён. Другая установка СУ-100 уничтожила танк Т-III и одно противотанковое орудие.
На утро 25 марта назначалась решительная атака противника с выходом на побережье залива Фриш-Гаф. Из-за понесённых потерь в полку осталось только две установки способные продолжать бой. В 70 километрах от боевых порядков полка на ремонтной базе находились пять восстановленных установок СУ-100, которые за ночь были доставлены на исходные позиции.

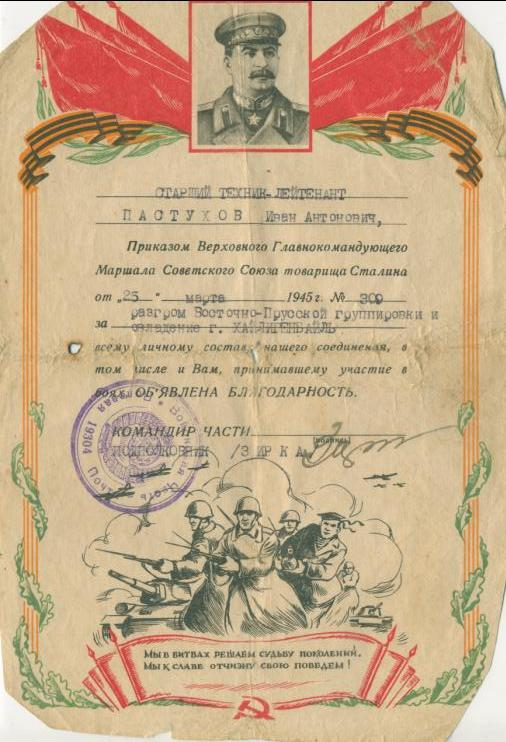
Благодарность ВГК за разгром Восточно-Прусской группировки противника и овладение городом Хайлигенбайль от 25 марта 1945 года.

25.03.45 самоходные установки полка вышли на побережье Балтийского моря к заливу Фриш-Гаф в районе порта Лейзунен. Был ранен командир и наводчик СУ-100, механик-водитель и заряжающий сами пробивались к побережью. Одна из установок СУ-100 уничтожила танк Т-IV. Противника добивали в море, ведя стрельбу по плотам (три из них уничтожили, на плоту до 50 человек), на которых немцы эвакуировались на другой берег залива. Выйдя на побережье Фриш-Гаф, полк закончил ликвидацию Восточно-Прусской группировки противника на своём участке. Противник переправил отдельные разрозненные остатки своих войск на косу Фриш-Нерунг, проходящую в 7-12 км параллельно берегу залива и там организовал оборону. Войсками 3-й армии был взят г.Хайлигенбайль (Мамоново). Сильный удар в ночь на 26 марта решил судьбу всей восточно-прусской группировки.
26.03.45 в течение дня шли ожесточённые бои по очищению всего берега в полосе 3-й армии и уничтожение старающихся переправиться через залив групп противника.
За время всей Восточно-Прусской операции с 14.01 по 26.03 3-я армия израсходовала боеприпасов в общем 1506 вагонов или примерно 23000 автомашин. В период с 14 по 17 января каждый миномёт 82-мм выпустил 190 штук или в среднем за один день 63 штуки мин, 120 мм-138 штук, в среднем за день-46 штук, орудия 76 мм-190 штук или 63 в день, гаубичные 130 штук или 43 штуки в день, а винтовки в этот период выпустили всего 27 патрон, то есть за каждый день в среднем 9,3 патрона. В последующие периоды операции эта разница в расходе ещё разительнее. Эти цифры говорят о том, что пехотного огня организовано не было, пехотный огонь был случайным и мощь его использована не была.
Немецкие самоходные орудия, как правило, ближе 1,5-2 км не подходили, советские САУ отрывали огонь с больших дистанции, тем самым демаскируя своё положение, огонь при этом не точен.

### Берлинская наступательная операция (16.04—08.05.1945)
После завершения ликвидации окружённой группировки противника в районе Хайлигенбайль-Браунсберг войска 3-й армии вышли на побережье Балтийского моря. Противник переправил отдельные разрозненные остатки своих войск на косу Фриш-Нерунг, проходящую в 7—12 км параллельно берегу залива и там организовали оборону. Поэтому войска армии частью сил обороняли побережье залива Фриш-Гаф и одновременно производили сбор трофей и уборку трупов на поле боя, а главными силами к 1.04.45 сосредоточились в районе: Арнсдорф-Вормдитт-Хайнрикау-Ломп.
Директивой штаба 3 БФ № 0247/НШ от 1.04.45 года 3-я армия в полном составе вышла из состава войск 3 Белорусского фронта и поступила в резерв ставки Верховного Главнокомандующего. Из района сосредоточения 3-я армия должна была передислоцироваться в район Циленциг (северо-восточнее Франкфурт-на-Одере). Армия должна принять участие в операции по взятию Берлина.
5.04.45 3-я армия на основании директивы Ставки Верховного Главнокомандования № 102941 от 1.04.45 начала передислокацию по ж. д., автотранспортом и маршем в назначенный район сосредоточения, полосу 1-го БФ. Для переброски армии решением ГШКА предоставлено 30 ж. д. эшелонов. В связи с недостаточным количеством эшелонов, командарм решил: тяжёлые грузы, технику на гусеничной тяге и пехоту отправить ж. д. транспортом, автотранспорт, артиллерия на авто и конной тяге следуют своим ходом. Протяжённость маршрута около 550 км. Колоны автотранспорта прошли около 550 км за 2—3 суток. Эшелоны с войсками прибывали на ж. д. станции выгрузки -Топпер, Штернберг, Боттшов и Реппен.
13.04.45 41 ск закончив передислокацию сосредоточился в районе: 120 гв. и 283 сд- иск. Либен, Поленциг, иск. Фридрихсвилле, Клаусвальде; 269 сд- лес (4 км западнее Циленциг), Шмагорей, Либен, Бибертейх, иск. Шенвальде.
14.04.45 войска армии получают новое пополнение на марше и в новом районе дислоцирования, первое пополнение было получено на станции Штернберг.
16.04.45 3-я армия включена в состав 1-го Белорусского фронта II формирования. Прибыл последний ж. д. эшелон в район сосредоточения Циленциг. 283 сд передана во временное оперативное подчинение командующего 69 армии. К исходу дня дивизия сменила части 370 сд и обороняла рубеж: иск. Ней-Лебус, Корнбуш, отм. 20,3.
20.04.45 на основании боевого распоряжения Штаба 1 БФ № 00576/оп войскам армии приказано с рассветом 21.04.45 выступить с задачей к исходу дня 21.04.45 выйти на восточный берег р. Одер на участке Геритц-Лебус, переправиться через Одер и 22.04.45 сосредоточиться в район: Требитц-Мюнхеберг-Шенфельде-Темпельберг-Янсфельдег. 1901 сап сосредоточен юго-западнее Циленциг в населённом пункте Либен в расположении 269 сд. Штаб 41 ск в Лаубов.
21.04.45 войска 3-й армии с 6:00 совершили марш в новый район сосредоточения. К 16:00 41 стрелковый корпус в составе 120 гв. и 269 сд. сосредотачивается на днёвке: иск. Фрауэндорф, фл. Визен, фл. Бушхауз, Голиц. 1901 сап в расположении 269 сд в Голиц.

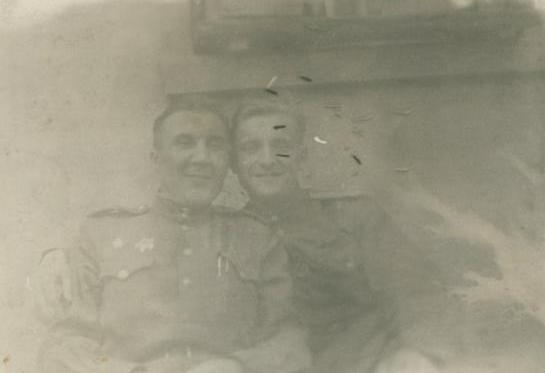
Офицеры 1901 сап. 1944—45 год

22.04.45 3-я армия продолжает движение на запад к окружаемой 9-й армии Теодора Буссе. Штаб 41 ск расположился на господском дворе Гольсдорф.
1018 и 1022 сп 269 сд сосредоточены на краю леса Штатсфорст-Хангельсберг юго-западнее Беерфельде, 1020 сп 269 сд разворачивается вдоль железной дороги Фюрстенвальде-Берлин. Передовой отряд дивизии вышел в район: Клейне-Хельде (7 км северо-западнее Фюрстенвальде). 1901 сап 2 км южнее Мюнхеберг и продолжает движение. 334 и 336 гв. сп 120 гв. сд район Требус-господский двор Молькенберг 339 гв. сп разворачивается в боевые порядки вдоль железной дороги западнее Фюрстенвальде.
23.04.45 части 41 ск переправились через р. Шпрее и пройдя лес Фюрстенвальдер-Штадтфорст сосредоточились; 269 сд фронтом на юг вдоль канала Одер-Шпрее, 120 гв. сд форсировав канал фронтом на запад правым флангом упершись в канал. 283 сд догоняет корпус находясь в районе Буххольц. Полоса наступления полка была лесистая. Разведка огневых средств противника и организация взаимодействия полка со стрелковыми частями производилась на бронемашинах БА-64.
23.04.45 войска 3-й армии выполняя поставленную задачу, с утра передовыми отрядами перешли в наступление и преодолевая огневое сопротивление противника, продвинулись с боями до 25 км в западном и юго-западном направлениях, форсировали р.Шпрее и к исходу дня вели бой на рубеже: 41 ск-269 сд Ретен, 120 гв. сд Пудель, Фихтенвалль. 283 сд переданная из состава 69-й армии в состав 3-й армии, совершает марш из района Франкфурт в район действия 41 ск.
24.04.45 для 41 ск началась ликвидация сильной группировки войск противника юго-восточнее города Берлин. Бои в лесу западнее 2 км г. Фюрстенвальде. Корпус наступал в два эшелона, 120 гв. и 269 сд в первом эшелоне. 120 гв. сд отразила три контратаки противника силою до батальона пехоты с танками из района Винкель, овладела Хирзегартен, Керринг, Винкель и к исходу дня вела бой на рубеже: Винкель, северная окраина Фихтенвалль. 269 сд в результате упорного боя овладела Альт-Гарманнсдорф и к исходу дня вела бой на рубеже: юго-западная окраина Альт-Гарманнсдорф, отм. 52,0. 283 стрелковая дивизия во втором эшелоне, после марша сосредоточилась в районе Доленц (3 км северо-западнее Маркграфпирсе), Штадтлух.
Батареи 1901 сап, поддерживая огнём наступление пехоты, быстро форсировали канал Одер-Шпрее и продолжая преследовать противника по лесистой местности заставили его отходить неорганизованно. Частям армии противостояла моторизованная дивизия «Мюнхеберг». При форсировании канала, в районе переправы, установками полка уничтожена 75-мм пушка. Полк ворвавшись в расположение противника достиг окраины г.Шпренхаген, который находился на стыке наступающих 120 гв. и 269 сд и зайдя в тыл немецких частей, создал в их рядах панику. Немцы, видя самоходки в тылу, боясь окружения, покинули важный опорный пункт.
В полку по штату 253 человека и 21 самоходная установка. Безвозвратно потеряна четверть ударной силы подразделения.
25.04.45 соединения 41 ск продолжая наступление в юго-западном направлении, к исходу дня продвинулись до 13 км.
120 гв. сд сломив сопротивление противника, перерезала автостраду, овладела населёнными пунктами Фридерсдорф, Каблов, Биндов, Блоссин. К исходу дня дивизия вела бой на рубеже: Каблов, Биндов, восточная окраина Гуссов, Блоссин.
283 сд сломив сопротивление противника, к исходу дня вышла на рубеж: иск. Блоссин, Вольциг, Альт-Штансдорф.
269 сд второй эшелон корпуса, в районе Венцлов, Фридерсдорф.
26.04.45 269 сд в ночь на 26.04 сменила части 120 гв. сд и к исходу дня вела огневой бой с противником на рубеже: Каблов, Биндов, восточная окраина Гуссов, иск. отм. 44,4. 120 гв. сд в ночь на 26.04 на своём правом фланге сдала часть боевого участка частям 269 сд. В течение дня наступала в юго-западном направлении, но встречая упорное сопротивление противника, имела незначительное продвижение и к исходу дня вела огневой бой на рубеже: Дольгенбродт, восточная окраина Прирос. 283 сд второй эшелон, к исходу дня сосредоточилась в лесу (3 км юго-восточнее Биндов).
Командный пункт 1901 сап находился в дефиле озёр Вольцигер-зее и Кутуциг-зее. Полк ведёт бои за населённый пункт Кольберг.
В этот день, 26 апреля 1945 года 1901 сап был награждён орденом Кутузова III степени, за образцовое выполнение заданий командования в боях с немецкими захватчиками при овладении городом Хайлигенбайль (Мамоново) и проявленные при этом доблесть и мужество.
27.04.45 269 сд овладела Гуссов, Гребендорф, отразила контратаку противника силою до двух рот пехоты с 4 танками из района Фрауэнзе (1,5 км юго-восточнее Гребендорф) и, продвигаясь по лесу, к исходу дня вышла на рубеж: безымянное озеро (4 км юго-восточнее Пец) далее по северному берегу оз. Хельценер-Зее до просеки (2 км юго-западнее Прирос).
283 сд к исходу дня вышла на рубеж: просека (2 км юго-западнее Прирос), верфь (1,5 км севернее Прирос).
Части 120 гв. сд в течение дня вели бой за Прирос, отразили две контратаки противника силою до батальона пехоты с 5 танками и самоходными орудиями каждая из района Прирос и, преодолевая упорное сопротивление противника, овладели Прирос; к исходу дня дивизия вела бой на рубеже: Прирос, северный берег безымянного озера (1,5 км юго-восточнее Прирос).
1901 сап ведёт бои в районе г. Кольберг и г. Прирос (переправа). Уничтожен один миномёт и три пулемёта, сожжён бронетранспортёр. Эвакуирована одна СУ-76 и отремонтирована.
28.04.45 войска 3-й армии продолжают наступление в трудных условиях лесисто-болотистой местности, преодолевая упорное сопротивление окружённых частей и отбивая его неоднократные контратаки. Противник остатками разбитых частей и подразделений крепостного управления «Франкфурт», 286 пп «Регенер», 214, 275, 337, 712 пд, 35 полицейской дивизии и другими спецподразделениями из района Вендиш-Бухгольц стремился прорваться в западном направлении. В течение дня предпринял 12 контратак силою до полка пехоты с 7-12 танками и самоходками каждая.
269 сд в течение дня отражала неоднократные контратаки противника силою рота-батальон пехоты из района западнее Клейнемюле и к исходу дня вела бои на рубеже: отм. 42,3 (6 км северо-восточнее Лептен), отм. 58,0.
283 сд переправилась на восточный берег оз. Хельцернер-Зее, во взаимодействии с частями 120 гв. сд выбила противника с высоты 41,3 и к исходу дня вела бои на рубеже: 1,5 км восточнее отм.58,0, исключить высоту 41,3.
120 гв. сд правым флангом содействуя частям 283 сд в овладении опорным пунктом противника на выс. 43,1 к исходу дня вела бой на рубеже: выс. 43,1, южный берег оз. Штреганцер-Зее.
1901 сап ведёт бои в лесу севернее г. Венедиш-Бухгольц. В районе высоты 58.0 858 сп 283 сд попал в кольцо окружение противника и оказался в тяжёлом положении. Одной батареи полка было дано задание: выйти из района сосредоточения боевых машин полка в район боя, отметке 58.0. Здесь полк должен был прорвать кольцо немцев и к 11.00 вывести 858 сп из окружения. Несмотря на сложившуюся тяжёлую обстановку, ограниченность проходимости имеющихся дорог из-за отсутствия надлежащих переправ на пересекающих их реках и каналах. Ночью была найдена переправа и батарея пришла в район боя. После разведки пути подхода к отметке 58.0 установки полка, дерзко и стремительно прорвали кольцо окружения, посеяв панику в рядах противника, расстреливая в упор немецкую пехоту. Две батареи полка не только помогли стрелковому полку выйти из окружения, но и способствовали взятию в плен более 1000 немецких солдат совместно с 858 сп. Окружающие силы противника сами попали в плен. Заместитель командира полка Дукач Цезарь, находясь в расположении батарей, дважды подымал залёгшую пехоту против контратакующих немцев. Установками полка уничтожено самоходное орудие на шасси танка Т-IV, два 75-мм орудия и подавлен огонь двух миномётов противника.
На поле боя отремонтировано три установки, одна СУ-76 эвакуирована, восстановлена и введена в строй.
Прямым попаданием мины «Фауст» был убит и сгорел в СУ-76 её командир младший лейтенант Сахаутдинов С. И, ранен наводчик Ткаченко М. Г.
29.04.45 соединения 41 ск продвигаясь вдоль западного берега р. Дамме, преодолевая упорное сопротивление противника и отражая его неоднократные контратаки силою рота-батальон пехоты, продолжали теснить окружённые части противника к югу. К исходу дня вели бои на рубеже: 269 сд — 400 метров северо-восточнее выс. 42,2, западная окраина Хаммер (5 км северо-западнее Вендиш-Бухгольц); 283 сд северная и северо-западная окраина Хаммер; 120 гв. сд обошла Хаммер с востока и юга, соединилась с частями 269 сд, окружила группу пехоты противника численностью до 1000 человек в районе Хаммер и вела бой по её уничтожению.
Батареи 1901 сап поддерживали наступление подразделений 120 гв. сд в лесу севернее г. Венедиш-Бухгольц, где разведкой полка обнаружено два хорошо замаскированных самоходных орудия противника, которые уничтожили СУ-76. Отражение семи контратак противника, пытавшегося прорваться к Берлину. Уничтожен немецкий бронетранспортёр, два 75-мм орудия.
30.04.45 войска 3-й армии сжимая кольцо окружения и отбивая контратаки противника, продолжая наступление к 17.00 закончили разгром группировки противника, окружённой в районе леса севернее Вендиш-Бухгольц. К исходу дня части 41 ск сосредоточились в районах: 269 сд в лесу (1,5 км юго-восточней Грэбендорф); 283 сд в лесу (1 км западнее Прирос); 120 гв. сд Прирос и лес северо-восточнее.
1901 сап c боями, поддерживая наступление подразделений 120 гв. сд, вошли в г. Венедиш-Бухгольц, где сомкнулся внутренний фронт окружения войск 1 Белорусского и 1 Украинского фронта. Уничтожили одно самоходное орудие на базе шасси танка Т-IV.
Начиная с 23 по 30 апреля, ликвидация сильной группировки противника, полк выполнил все поставленные ему задачи, нанёс противнику большой урон в живой силе и технике: было уничтожено четыре самоходных орудия на шасси танка Т-IV, два бронетранспортёра, около 200 автомашин, 14 орудий разного калибра, 25 пулемётов, до 300 немецких солдат, взято в плен до 2000 солдат и офицеров. Поддерживая стрелковые подразделения 120 гв. сд и 269 сд полк успешно форсировал водные преграды: река Шпрее, канал Одер-Шпрее, озеро Шмельдезее, во взаимодействии с пехотой, правильно и умело вёл ожесточённые бои и стремительно продвигаясь вперёд, обеспечил окончательный разгром Франкфуртско-Беесской группировки противника, в лесных массивах юго-восточнее города, не дав прорваться ей на Берлин.

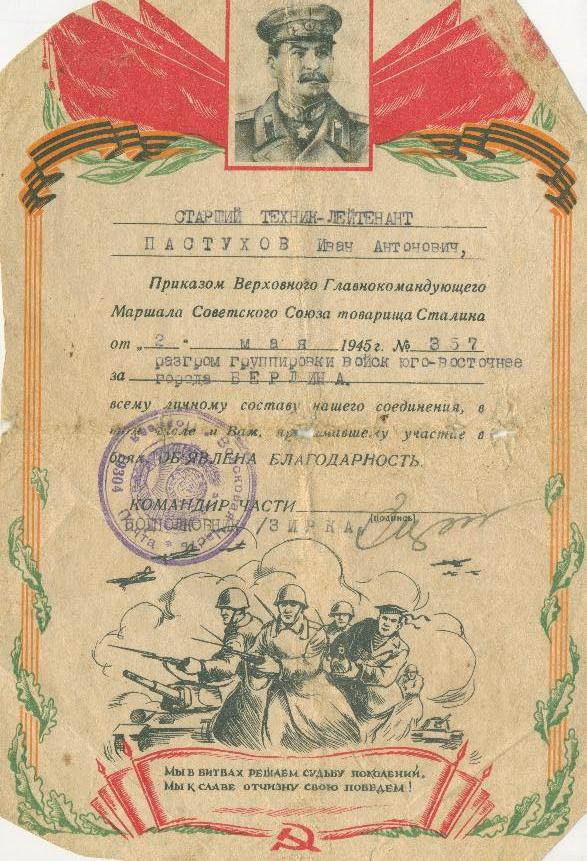
Благодарность ВГК за разгром немецкой группировки войск юго-восточнее города Берлин. 2 мая 1945 года.

1.05.45 войска 3-й армии, находясь в прежних районах, приводили в порядок материальную часть и личный состав, готовясь при этом к маршу в новый район сосредоточения: Шенвальде (10 км западнее Бернау), Буххорст, иск. Биркенвердер, Глиникке, Любарс, Розенталь, иск. Панков, Бланкенбург, Бух. (боевое распоряжение штаба 1БФ № 00622/оп от 30.04.45).
2.05.45 части 41 ск совершали марш в новый район сосредоточения и к исходу дня сосредоточились: 120 гв. сд лес (2—3 км южнее Калькберге); 269 сд лес (1—2 км восточнее Эркнер); 283 сд лес (2 км восточнее Вольтерсдорф).
Командующий войсками фронта приказал: 3-й армии с утра 3.05.45 продолжать марш в общем направлении; Кепеник, Потсдам, Бранденбург, Гентин.
3.05.45 части 41 ск совершали марш и к 22.00 сосредоточились в районе: 120 гв. сд Грос-Киниц, роща южнее Лелевиц; 283 сд Юнсдорф; 269 сд на марше в районе Бланкенфельде и лес южнее.
4.05.45 части 41 ск совершали марш и к 22.00 сосредоточились в районе: 120 гв. сд Виллихслуст, Михендорф; 283 сд Капут; 269 сд Ферх и лес юго-восточнее.
5.05.45 войска 3-й армии главными силами совершали форсированный марш и во второй половине дня передовыми частями вели бой с отдельными группами автоматчиков противника, поддержанных огнём артиллерии. Противник во второй половине дня с рубежа Брист, Бранденбург-Вест, Гленеке оказывал сопротивление наступающим частям армии. К исходу дня части 41 ск сосредоточились в районе: 120 гв. сд Геттин (4 км южнее Бранденбург) и лес юго-восточнее; 283 сд Кране и лес восточнее; 269 сд Вильгельсдорф (5 км юго-западнее Бранденбург), лес 2 км южнее Вильгельсдорф.
6.05.45 войска 3-й армии продолжали наступление и преодолевая упорное сопротивление противника, своими правофланговыми частями овладели восточной частью г. Гентин, крупного узла сопротивления немцев. Противник опираясь на водные преграды р. Штремме, канал Альтер-Плауер, в течение дня оказывал упорное сопротивление частям армии. Части 41 ск: 120 гв. сд овладела ст. Бергцов, Пархен и к исходу дня вела бои за Бергцов; 269 сд прочёсывая лес в районе юго-западнее Бранденбург, к исходу дня вышла в район Кале (8 км юго-восточнее Гентин) и лес южнее; 283 сд второй эшелон корпуса сосредоточена южнее Бранденбург.
7.05.45 войска армии продолжали наступление силами правофланговых соединений и разгромив группировку немцев, вышли на восточный берег р. Эльба. Части 41 ск сосредоточились в районе: 120 гв. сд Зеедорф (7 км северо-западнее Гентин), Бергцов; 269 сд лес 3-4 км западнее Гентин.
8.05.45 войска армии в течение дня производили перегруппировку. Соединения 41 ск, совершив марш, сосредоточились в районе: 120 гв. сд Шмертцке (2 км южнее Бранденбург), иск. Рекан, Гольцов, Михельсдорф, иск. Езериг; 269 сд иск. Кирхалезер (9 км юго-западнее Бранденбург), иск. Маденцин, Венцлов, Воддин, Луксфлей, Вильгельмсдорф; 283 сд совершая марш, в 22.00 головой колонны прошла центральную часть города Бранденбург.
9.05.45 283 сд совершив ночной марш сосредоточилась в районе: Брист, Плауерхоф, Бранденбург, иск. Брилов.
1901 сап с боями вышел в район р. Эльба у населённого пункта Парей, тем самым завершив окончательный разгром группировки немецких войск на участке своего направления.
11 июня 1945 года 1901 самоходный артиллерийский белостокский полк награждён орденом Суворова III степени, за образцовое выполнение заданий командования в боях с немецкими захватчиками при ликвидации группы немецких войск, окружённой юго-восточнее Берлина, и проявленные при этом доблесть и мужество.
1901 сап воевал 733 дня, со дня формирования 9 июля 1943 года по 9 мая 1945 года. Только в официальных источниках найдено 615 человек Архивная копия от 31 декабря 2013 на Wayback Machine прошедших через ряды полка, безвозвратных потерь 136 человек, трое без вести пропавших, 41 безвозвратно потерянная самоходная установка.

## Награды и наименования
| Награда                    | Дата       | За что получена |
| -------------------------- | ---------- | --- |
| Белостокский               | 9.08.1944  | за отличие в боях за овладение г. Белосток. |
| Орден Красного Знамени     | 19.02.1945 | за образцовое выполнение заданий командования в боях с немецкими захватчиками при прорыве обороны немцев севернее Варшавы и проявленные при этом доблесть и мужество.                             |
| Орден Кутузова III степени | 26.04.1945 | за образцовое выполнение заданий командования в боях с немецкими захватчиками при овладении городом Хайлигенбайль и проявленные при этом доблесть и мужество.                                     |
| Орден Суворова III степени | 11.06.1945 | за образцовое выполнение заданий командования в боях с немецкими захватчиками при ликвидации группы немецких войск, окружённой юго-восточнее Берлина, и проявленные при этом доблесть и мужество. |

## Полное наименование
- 1901-й самоходно-артиллерийский Белостокский Краснознамённый орденов Суворова и Кутузова полк

## Подчинение
| Дата       | Фронт                 | Армия      | Стрелковый корпус (стрелковая дивизия)                                | Примечания                                  |
| ---------- | --------------------- | ---------- | --------------------------------------------------------------------- | ------------------------------------------- |
| 01.08.1943 | Брянский фронт        | 63-я армия | 35 и 40 ск (управления), 5, 41, 129, 250, 287, 348, 397 сд            | 1901 сап поддерживал эти стрелковые дивизии |
| 01.09.1943 | Брянский фронт        | 63-я армия | 35 и 40 ск (управления), 5, 41, 129, 250, 287, 348, 397 сд            | 1901 сап поддерживал эти стрелковые дивизии |
| 01.10.1943 | Брянский фронт        | 63-я армия | 35 ск (5, 250, 397 сд), 40 ск (129, 287, 348 сд), 41, 169 сд          | 1901 сап поддерживал эти стрелковые дивизии |
| 01.11.1943 | Белорусский фронт     | 63-я армия | 35 ск (5, 250, 287 сд), 40 ск (129, 169, 348 сд), 41, 397 сд          | 1901 сап поддерживал эти стрелковые дивизии |
| 01.12.1943 | Белорусский фронт     | 63-я армия | 35 ск (250, 287, 348, 397 сд), 40 ск (41, 129, 169 сд)                | 1901 сап поддерживал эти стрелковые дивизии |
| 01.01.1944 | Белорусский фронт     | 63-я армия | 35 ск (129, 250, 348 сд), 40 ск (41, 169 сд), 53 ск (96, 260, 323 сд) | 1901 сап поддерживал эти стрелковые дивизии |
| 01.02.1944 | Белорусский фронт     | 63-я армия | 35 ск (250, 323 сд), 40 ск (129, 169, 348 сд), 115 УР                 | 1901 сап поддерживал эти стрелковые дивизии |
| 01.03.1944 | 1-й Белорусский фронт | 3-я армия  | 41 ск (120 гв., 250, 269, 348 сд)                                     | 1901 сап поддерживал эти стрелковые дивизии |
| 01.04.1944 | 1-й Белорусский фронт | 3-я армия  | 41 ск (120 гв., 269 сд)                                               | 1901 сап поддерживал эти стрелковые дивизии |
| 01.05.1944 | 1-й Белорусский фронт | 3-я армия  | 41 ск (120 гв.,269 сд)                                                | 1901 сап поддерживал эти стрелковые дивизии |
| 01.06.1944 | 1-й Белорусский фронт | 3-я армия  | 41 ск (120 гв., 269 сд)                                               | 1901 сап поддерживал эти стрелковые дивизии |
| 01.07.1944 | 1-й Белорусский фронт | 3-я армия  | 41 ск (120 гв., 269 сд)                                               | 1901 сап поддерживал эти стрелковые дивизии |
| 01.08.1944 | 2-й Белорусский фронт | 3-я армия  | 41 ск (120 гв., 269, 283 сд)                                          | 1901 сап поддерживал эти стрелковые дивизии |
| 01.09.1944 | 2-й Белорусский фронт | 3-я армия  | 41 ск (120 гв., 269, 283 сд)                                          | 1901 сап поддерживал эти стрелковые дивизии |
| 01.10.1944 | 2-й Белорусский фронт | 3-я армия  | 41 ск (120 гв., 269, 283 сд)                                          | 1901 сап поддерживал эти стрелковые дивизии |
| 01.11.1944 | 2-й Белорусский фронт | 3-я армия  | 41 ск (120 гв., 269, 283 сд)                                          | 1901 сап поддерживал эти стрелковые дивизии |
| 01.12.1944 | 2-й Белорусский фронт | 3-я армия  | 41 ск (120 гв., 269, 283 сд)                                          | 1901 сап поддерживал эти стрелковые дивизии |
| 01.01.1945 | 2-й Белорусский фронт | 3-я армия  | 41 ск (120 гв., 269, 283 сд)                                          | 1901 сап поддерживал эти стрелковые дивизии |
| 01.02.1945 | 2-й Белорусский фронт | 3-я армия  | 41 ск (120 гв., 269,283 сд)                                           | 1901 сап поддерживал эти стрелковые дивизии |
| 01.03.1945 | 3-й Белорусский фронт | 3-я армия  | 41 ск (120 гв., 269, 283 сд)                                          | 1901 сап поддерживал эти стрелковые дивизии |
| 01.04.1945 | 3-й Белорусский фронт | 3-я армия  | 41 ск (120 гв., 269, 283 сд)                                          | 1901 сап поддерживал эти стрелковые дивизии |
| 01.05.1945 | 1-й Белорусский фронт | 3-я армия  | 41 ск (120 гв., 269, 283 сд)                                          | 1901 сап поддерживал эти стрелковые дивизии |

## Командный состав
- Командир полка — подполковник  Дытченко Александр Степанович Архивная копия от 5 марта 2016 на Wayback Machine, подполковник Зирка Трофим Фёдорович Архивная копия от 17 июня 2015 на Wayback Machine.

### Дело Наградное по 1901 сап
1. ЦАМО фонд 33 опись 686044 единица хранения 2683 № записи 19444475
2. ЦАМО фонд 33 опись 686044 единица хранения 2683 № записи 19444496
3. ЦАМО фонд 33 опись 686044 единица хранения 2683 № записи 19444507
4. ЦАМО фонд 33 опись 686044 единица хранения 3353 № записи 20482267
5. ЦАМО фонд 33 опись 686044 единица хранения 4222 № записи 21113610
6. ЦАМО фонд 33 опись 686044 единица хранения 2854 № записи 21654572
7. ЦАМО фонд 33 опись 686044 единица хранения 4222 № записи 21798429
8. ЦАМО фонд 33 опись 686196 единица хранения 889 № записи 22169568
9. ЦАМО фонд 33 опись 686196 единица хранения 889 № записи 22169580
10. ЦАМО фонд 33 опись 686196 единица хранения 889 № записи 22169623
11. ЦАМО фонд 33 опись 686196 единица хранения 889 № записи 22169628
12. ЦАМО фонд 33 опись 686044 единица хранения 2561 № записи 22477188
13. ЦАМО фонд 33 опись 686196 единица хранения 1723 № записи 24234646
14. ЦАМО фонд 33 опись 686196 единица хранения 3978 № записи 26609837
15. ЦАМО фонд 33 опись 690155 единица хранения 2082 № записи 30960841
16. ЦАМО фонд 33 опись 690155 единица хранения 1081 № записи 31660832
17. ЦАМО фонд 33 опись 690155 единица хранения 5680 № записи 33880151
18. ЦАМО фонд 33 опись 690155 единица хранения 5680 № записи 33880170
19. ЦАМО фонд 33 опись 690155 единица хранения 5680 № записи 34002176
20. ЦАМО фонд 33 опись 690155 единица хранения 5195 № записи 34837946
21. ЦАМО фонд 33 опись 687572 единица хранения 1188 № записи 37443521
22. ЦАМО фонд 33 опись 687572 единица хранения 1539 № записи 37637208
23. ЦАМО фонд 33 опись 690306 единица хранения 1708 № записи 41739922
24. ЦАМО фонд 33 опись 690306 единица хранения 1708 № записи 41739936
25. ЦАМО фонд 33 опись 717037 единица хранения 2320 № записи 45679278
26. ЦАМО фонд 33 опись 717037 единица хранения 2320 № записи 45723432

### Дело Наградное 1901 сап по 41 стрелковому корпусу
1. ЦАМО фонд 33 опись 687572 единица хранения 1956 № записи 38643970
2. ЦАМО фонд 33 опись 690155 единица хранения 4179 № записи 34895219
3. ЦАМО фонд 33 опись 686196 единица хранения 6937 № записи 27613532
4. ЦАМО фонд 33 опись 687572 единица хранения 1957 № записи 38564876
5. ЦАМО фонд 33 опись 690155 единица хранения 5695 № записи 34005938
6. ЦАМО фонд 33 опись 690155 единица хранения 3622 № записи 32562075
7. ЦАМО фонд 33 опись 690155 единица хранения 3622 № записи 33142007
8. ЦАМО фонд 33 опись 690155 единица хранения 3353 № записи 33445230
9. ЦАМО фонд 33 опись 690155 единица хранения 3364 № записи 34802041
10. ЦАМО фонд 33 опись 686196 единица хранения 2516 № записи 24695743
11. ЦАМО фонд 33 опись 686196 единица хранения 2516 № записи 24695964
12. ЦАМО фонд 33 опись 690155 единица хранения 3878 № записи 33288702
13. ЦАМО фонд 33 опись 690155 единица хранения 2322 № записи 31758817
14. ЦАМО фонд 33 опись 690155 единица хранения 3353 № записи 34801013
15. ЦАМО фонд 33 опись 690155 единица хранения 3298 № записи 34654888
16. ЦАМО фонд 33 опись 686196 единица хранения 2955 № записи 24922795
17. ЦАМО фонд 33 опись 690155 единица хранения 3701 № записи 32231623
18. ЦАМО фонд 33 опись 690155 единица хранения 3353 № записи 34801108
19. ЦАМО фонд 33 опись 690155 единица хранения 3298 № записи 34655095
20. ЦАМО фонд 33 опись 687572 единица хранения 984 № записи 38268396
21. ЦАМО фонд 33 опись 687572 единица хранения 985 № записи 38268563
22. ЦАМО фонд 33 опись 690155 единица хранения 3392 № записи 34846850
23. ЦАМО фонд 33 опись 690155 единица хранения 5658 № записи 33876433
24. ЦАМО фонд 33 опись 686196 единица хранения 2955 № записи 24923176
25. ЦАМО фонд 33 опись 690155 единица хранения 3463 № записи 32185406
26. ЦАМО фонд 33 опись 690155 единица хранения 1655 № записи 33160253
27. ЦАМО фонд 33 опись 686196 единица хранения 1627 № записи 23502413
28. ЦАМО фонд 33 опись 690155 единица хранения 6097 № записи 36119071
29. ЦАМО фонд 33 опись 687572 единица хранения 176 № записи 39150416
30. ЦАМО фонд 33 опись 687572 единица хранения 176 № записи 39644690
31. ЦАМО фонд 33 опись 686196 единица хранения 4175 № записи 26502090
32. ЦАМО фонд 33 опись 690155 единица хранения 3437 № записи 34814946
33. ЦАМО фонд 33 опись 687572 единица хранения 176 № записи 39644815
34. ЦАМО фонд 33 опись 690155 единица хранения 3354 № записи 34801201
35. ЦАМО фонд 33 опись 690155 единица хранения 1573 № записи 31944105
36. ЦАМО фонд 33 опись 686196 единица хранения 1805 № записи 24059470
37. ЦАМО фонд 33 опись 690155 единица хранения 3442 № записи 33129609
38. ЦАМО фонд 33 опись 690155 единица хранения 5676 № записи 34000069
39. ЦАМО фонд 33 опись 686196 единица хранения 1805 № записи 24059623
40. ЦАМО фонд 33 опись 690155 единица хранения 3392 № записи 34808200
41. ЦАМО фонд 33 опись 690155 единица хранения 3840 № записи 32868611
42. ЦАМО фонд 33 опись 690155 единица хранения 3443 № записи 32182197
43. ЦАМО фонд 33 опись 690155 единица хранения 5676 № записи 33999892
44. ЦАМО фонд 33 опись 686196 единица хранения 1805 № записи 24242066
45. ЦАМО фонд 33 опись 690155 единица хранения 3443 № записи 32182273
46. ЦАМО фонд 33 опись 686196 единица хранения 3031 № записи 44701773
47. ЦАМО фонд 33 опись 690155 единица хранения 3437 № записи 34815059
48. ЦАМО фонд 33 опись 686196 единица хранения 2923 № записи 24857205
49. ЦАМО фонд 33 опись 686196 единица хранения 3031 № записи 44701975
50. ЦАМО фонд 33 опись 686196 единица хранения 3031 № записи 44702079
51. ЦАМО фонд 33 опись 690155 единица хранения 3443 № записи 32182461
52. ЦАМО фонд 33 опись 690155 единица хранения 3701 № записи 32231736
53. ЦАМО фонд 33 опись 690155 единица хранения 3485 № записи 32187763
54. ЦАМО фонд 33 опись 686196 единица хранения 5997 № записи 27385996
55. ЦАМО фонд 33 опись 686196 единица хранения 2722 № записи 23899423
56. ЦАМО фонд 33 опись 690155 единица хранения 3504 № записи 32256684
57. ЦАМО фонд 33 опись 686196 единица хранения 5942 № записи 27382838
58. ЦАМО фонд 33 опись 686196 единица хранения 3031 № записи 44702206
59. ЦАМО фонд 33 опись 686196 единица хранения 3032 № записи 25012421
60. ЦАМО фонд 33 опись 686196 единица хранения 3032 № записи 25012562
61. ЦАМО фонд 33 опись 690155 единица хранения 5695 № записи 34861208
62. ЦАМО фонд 33 опись 690155 единица хранения 4179 № записи 34307387
63. ЦАМО фонд 33 опись 690155 единица хранения 3621 № записи 33141890
64. ЦАМО фонд 33 опись 690155 единица хранения 3437 № записи 34815224
65. ЦАМО фонд 33 опись 690155 единица хранения 3437 № записи 34815316
66. ЦАМО фонд 33 опись 690155 единица хранения 3391 № записи 34846723

### Дело Наградное 1901 сап по 35 стрелковому корпусу
1. ЦАМО фонд 33 опись 686044 единица хранения 2307 № записи 22300814

### Дело Наградное 1901 сап по 3-й Армии
1. ЦАМО фонд 33 опись 690155 единица хранения 4288 № записи 34950810
2. ЦАМО фонд 33 опись 690155 единица хранения 2084 № записи 31009747
3. ЦАМО фонд 33 опись 686196 единица хранения 6505 № записи 29115224
4. ЦАМО фонд 33 опись 687572 единица хранения 1792 № записи 39936872
5. ЦАМО фонд 33 опись 686196 единица хранения 2687 № записи 23869615
6. ЦАМО фонд 33 опись 686196 единица хранения 2686 № записи 23869419
7. ЦАМО фонд 33 опись 690155 единица хранения 1527 № записи 32518211
8. ЦАМО фонд 33 опись 687572 единица хранения 1792 № записи 39937176
9. ЦАМО фонд 33 опись 690155 единица хранения 3145 № записи 34576298
10. ЦАМО фонд 33 опись 690155 единица хранения 5427 № записи 33488946
11. ЦАМО фонд 33 опись 686196 единица хранения 1973 № записи 23848495
12. ЦАМО фонд 33 опись 686196 единица хранения 1973 № записи 23849004
13. ЦАМО фонд 33 опись 686196 единица хранения 2687 № записи 23869733
14. ЦАМО фонд 33 опись 686196 единица хранения 1940 № записи 24362373
15. ЦАМО фонд 33 опись 690155 единица хранения 3699 № записи 32828211
16. ЦАМО фонд 33 опись 690155 единица хранения 5436 № записи 38473777
17. ЦАМО фонд 33 опись 690155 единица хранения 3699 № записи 32828352
18. ЦАМО фонд 33 опись 686196 единица хранения 1602 № записи 23488103
19. ЦАМО фонд 33 опись 686196 единица хранения 1602 № записи 23488312
20. ЦАМО фонд 33 опись 686196 единица хранения 3678 № записи 25690488
21. ЦАМО фонд 33 опись 687572 единица хранения 780 № записи 40026550
22. ЦАМО фонд 33 опись 690155 единица хранения 1586 № записи 32519322
23. ЦАМО фонд 33 опись 690155 единица хранения 4172 № записи 34933865

### Дело Наградное 1901 сап по 63-й Армии
1. ЦАМО фонд 33 опись 686044 единица хранения 3712 № записи 21101312
2. ЦАМО фонд 33 опись 686044 единица хранения 3952 № записи 20058831
3. ЦАМО фонд 33 опись 686044 единица хранения 2740 № записи 46353274
4. ЦАМО фонд 33 опись 686044 единица хранения 3712 № записи 21101347
5. ЦАМО фонд 33 опись 686044 единица хранения 2524 № записи 22527923
6. ЦАМО фонд 33 опись 686044 единица хранения 15 № записи 19832306
7. ЦАМО фонд 33 опись 686044 единица хранения 2873 № записи 21881915

### Дело Наградное 1901 сап по 1, 2, 3-му Белорусскому и Брянскому фронту
1. ЦАМО фонд 33 опись 686196 единица хранения 4227 № записи 26560847
2. ЦАМО фонд 33 опись 686044 единица хранения 786 № записи 18268460
3. ЦАМО фонд 33 опись 686196 единица хранения 912 № записи 22176222

### Оперативные карты
1. ЦАМО фонд 233 опись 2356 единица хранения 727 № записи 60043528
2. ЦАМО фонд 233 опись 2356 единица хранения 728 № записи 60043532
3. ЦАМО фонд 233 опись 2356 единица хранения 729 № записи 60043536
4. ЦАМО фонд 233 опись 2356 единица хранения 746 № записи 60043540
5. ЦАМО фонд 233 опись 2356 единица хранения 752 № записи 60043544
6. ЦАМО фонд 233 опись 2356 единица хранения 763/4 № записи 60043548
7. ЦАМО фонд 233 опись 2356 единица хранения 763/5 № записи 60043552
8. ЦАМО фонд 233 опись 2356 единица хранения 732 № записи 60043922
9. ЦАМО фонд 233 опись 2356 единица хранения 734 № записи 60043926
10. ЦАМО фонд 233 опись 2356 единица хранения 737 № записи 60043930
11. ЦАМО фонд 233 опись 2356 единица хранения 747 № записи 60043934
12. ЦАМО фонд 233 опись 2356 единица хранения 750 № записи 60043938
13. ЦАМО фонд 233 опись 2356 единица хранения 755 № записи 60043942

### Разбор наступательных операций
1. ЦАМО фонд 233 опись 2356 единица хранения 776 № записи 60196345
2. ЦАМО фонд 233 опись 2356 единица хранения 776 № записи 60196397